# Gara Antwerpen-Centraal
Gara Antwerpen-Centraal (în neerlandeză Station Antwerpen-Centraal) (pe care locuitorii din Antwerpen o mai numesc Middenstatie, Spoorwegkathedraal, sau mai scurt Antwerpen-Centraal) este gara centrală a orașului Antwerpen, situată în piața Koningin Astridplein. Începând din 1873 și până în 2007, Antwerpen-Centraal a fost o gară înfundată, punctul terminus pentru toate trenurile care ajungeau în Antwerpen. Pe 23 martie 2007, un tunel cu două niveluri a fost dat în exploatare pe sub gară și zona centrală a orașului, transformând Antwerpen-Centraal într-o stație de tranzit și permițând ca circulația trenurilor spre Țările de Jos să se facă direct, fără să mai fie nevoie de întoarcere și ocolirea Antwerpenului.
În 2015, gara a fost a cincea cea mai aglomerată din Belgia, fiind întrecută doar de trei gări din Bruxelles și Gent-Sint-Pieters din Gent.

## Situația feroviară
Situată la aproximativ 7 metri altitudine deasupra nivelului mării, Gara Antwerpen-Centraal este poziționată la kilometrul feroviar (PK) 43,80 al liniei 25 Bruxelles–Antwerpen, între gările Anvers-Berchem și Antwerpen-Luchtbal. 
În același timp, ea este gară de origine (PK 0,00), a liniei 12 Antwerpen–Essen (frontieră) și punctul terminus al liniei 27 (care dublează linia 12).

## Gările anterioare

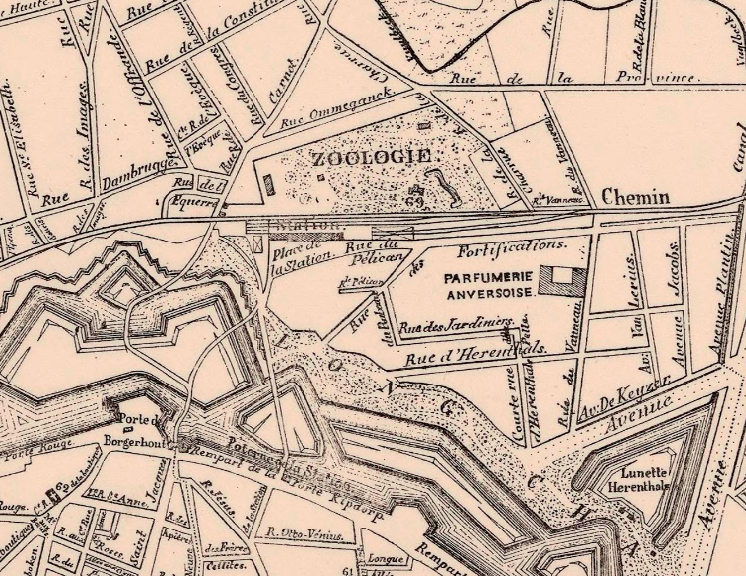
Gara Borgerhout pe un plan al Antwerpenului datat 1844-1854.

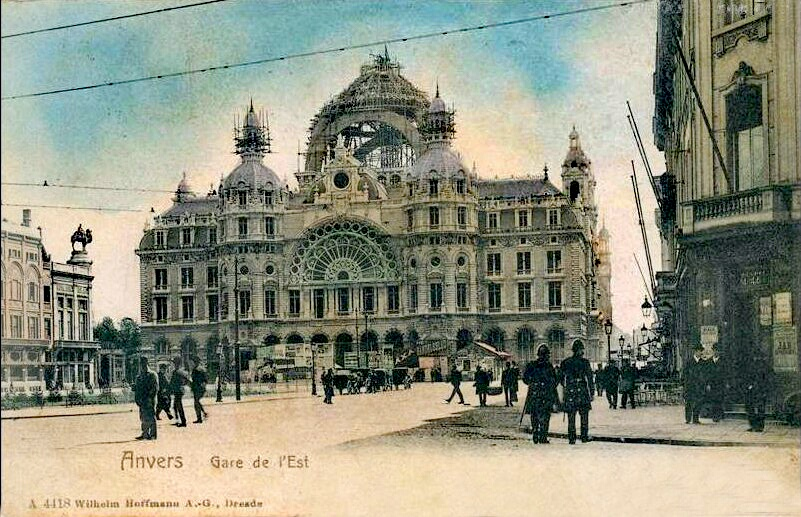
Noua Gară Antwerpen-Est, în construcție înainte de 1905.

Prima gară a orașului Antwerpen, Gara Borgerhout, situată pe strada Borgerhoutsesteenweg (actuală Carnotstraat), în exteriorul fortificațiilor din apropierea Porții Borgerhout, a fost inaugurată de către Căile Ferate Belgiene pe 3 iunie 1836, ca punct terminus al liniei feroviare Mechelen–Antwerpen. Linia era a doua construită în Belgia și completa de fapt secțiunea Bruxelles–Mechelen, prima linie de cale ferată a Belgiei și a continentului european.
Trenul inaugural, format la Mechelen, a sosit în Gara Borgerhout „pe o vreme mohorâtă”, dar acest lucru nu a împiedicat ca o mulțime numeroasă să fie prezentă pentru a întâmpina personalitățile aflate în tren, printre ele regele Léopold și regina Louise. În fața mulțimii și a invitaților veniți din Bruxelles și din Antwerpen, regele a ținut un discurs sub un cort amenajat special pentru această ocazie. După ceremonia de inaugurare trenul s-a pus în mișcare în sens invers, spre capitală. La acea dată, clădirea destinată călătorilor nu era decât „o mică baracă de lemn”.
Linia Bruxelles-Mechelen-Antwerpen a fost prelungită în 1843 până la Gara Antwerpen-Dokken en -Stapelplaatsen, iar în 1852 au început lucrările la o linie spre Essen, la frontiera cu Țările de Jos, ca parte a unei magistrale feroviare între Antwerpen și Roosendaal. Linia, care traversa orașul și care a fost inaugurată pe 26 iunie 1854, a transformat Gara Borgerhout într-una de tranzit. Deoarece vechea gară era construită din lemn, tot în 1854 a fost inaugurată și noua Gară Antwerpen-Est.
În anii 1870, trenurile către Țările de Jos deja nu mai puteau circula printr-un oraș deja aglomerat și aflat în continuă dezvoltare. Printr-un decret regal din 30 decembrie 1870 a fost desființată linia care lega Gara Borgerhout de portul Antwerpen, iar un alt decret din 17 august 1871 hotăra desființarea porțiunii din calea ferată Antwerpen–Rotterdam cuprinsă între Gara Borgerhout și podul peste Schyn. Astfel, în 1873 gara a devenit din nou un punct terminus. De aceea, pentru conexiunea cu Gara Antwerpen-Dokken en -Stapelplaatsen și de acolo cu țara vecină a fost construită o cale ferată de centură. Trenurile care soseau dinspre Mechelen în gara din Antwerpen porneau apoi în sens invers și înconjurau orașul spre a se îndrepta spre Țările de Jos.
În 1898, Antwerpen dispunea deja de mai multe gări, Gara Antwerpen-Est fiind cea mai centrală dintre ele și, ca atare, principala gară pentru pasageri și marfă. Lucrările pentru construirea unei noi gări au început în 1895, iar inaugurarea s-a făcut fără ceremonial pe 11 august 1905 (15 august, după alte surse). Cu această ocazie gara a fost redenumită „Antwerpen-Centraal”..
Pe 15 mai 1935, gara a devenit punctul terminus al primei căi ferate electrificate din Belgia, Bruxelles Nord–Antwerpen-Centraal.

## Istoric și arhitectură

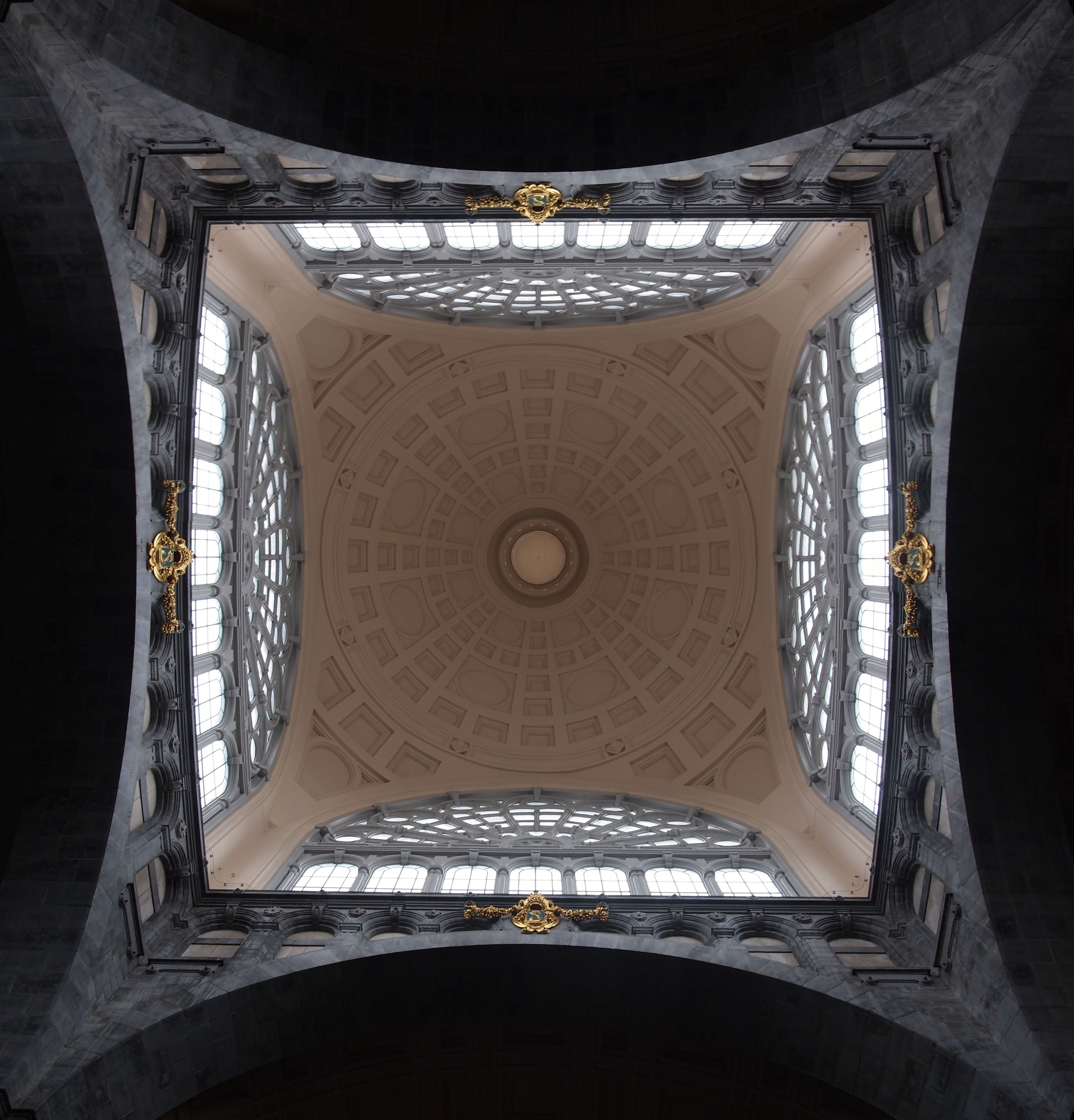
Domul de deasupra sălii de așteptare.

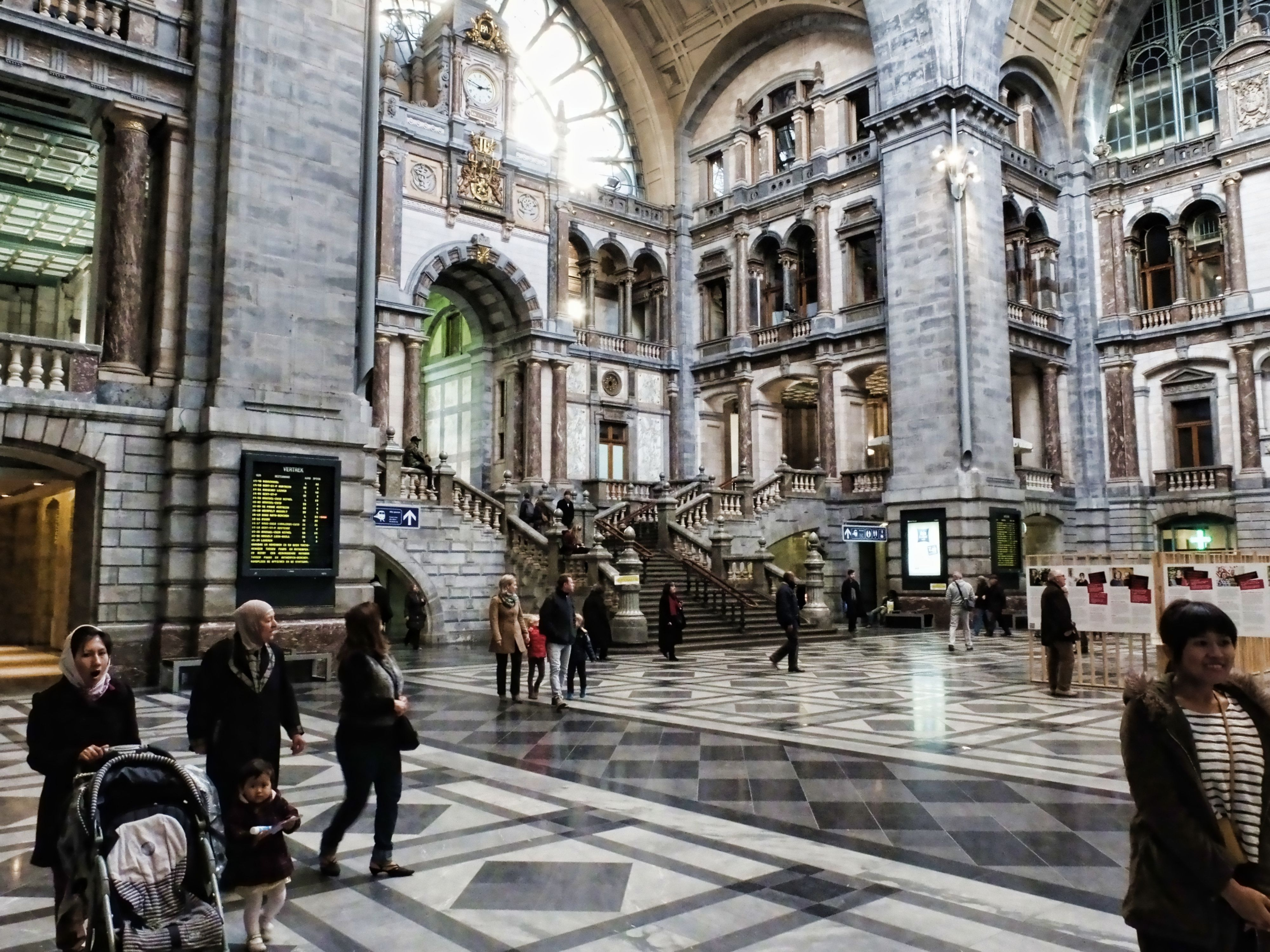
Sala de așteptare

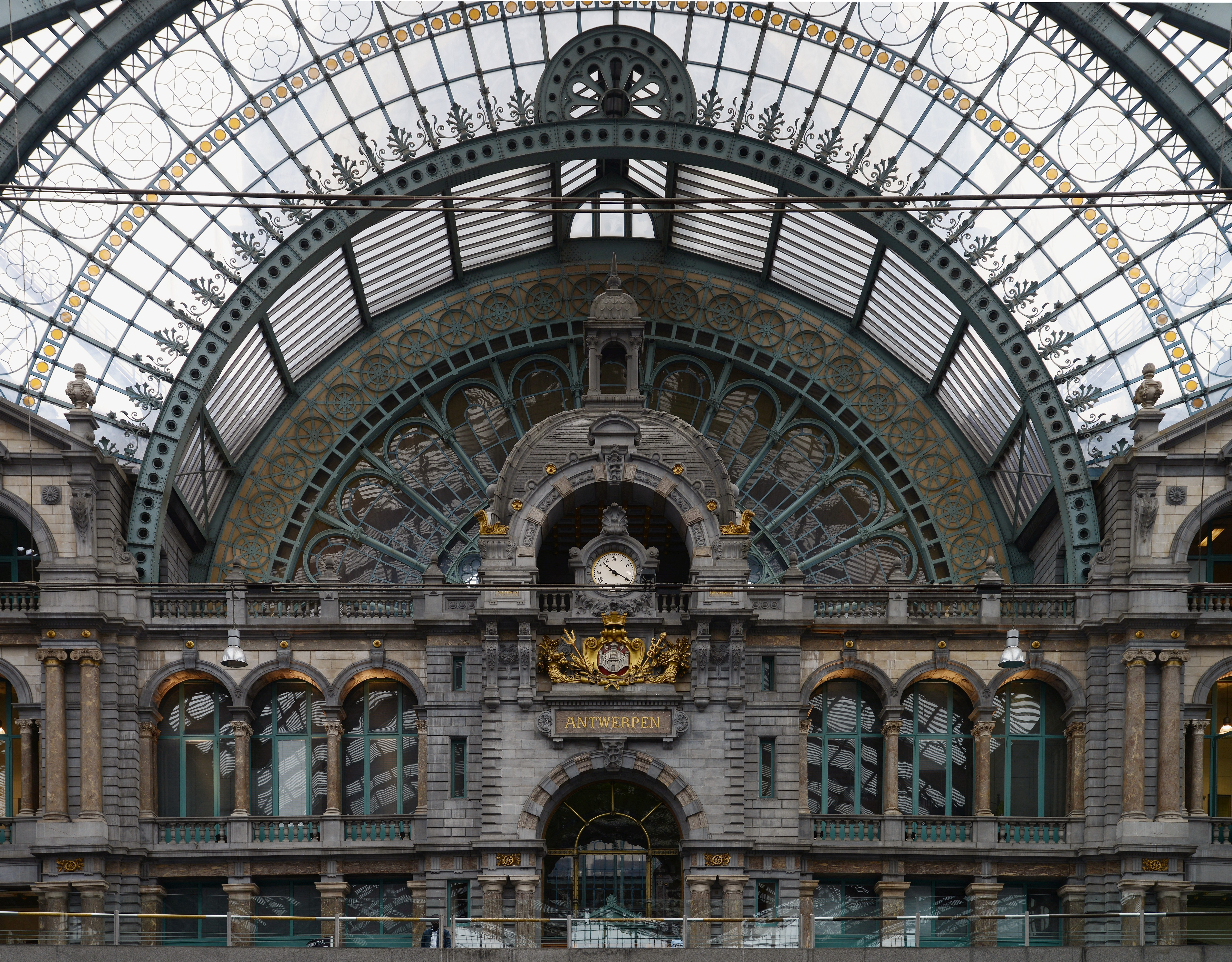
Orologiul de la nivelul superior

Gara originală a fost realizată între anii 1895 și 1905 pe locul fostei clădiri care funcționa ca punct terminus pentru linia Bruxelles-Mechelen-Antwerpen. Construcția, pavată cu piatră și prevăzută cu un vast dom deasupra sălii de așteptare, a fost proiectată în stil eclectic de arhitectul Louis Delacenserie, asistat de Charles Poupaert, iar imensa copertină din metal și sticlă care proteja peroanele (185 de metri în lungime și 44 metri în înălțime) de inginerul Clement van Bogaert. Viaductul de intrare în gară este și el o structură notabilă și a fost proiectat de arhitectul local Jan Van Asperen.
Gara este acum considerată drept unul din cele mai frumoase exemple de arhitectură feroviară din Belgia, deși eclectismul extraordinar al influențelor conceptului lui Delacenserie face dificilă încadrarea clădirii într-un stil arhitectural anume. În nuvela Austerlitz a lui W. G. Sebald, capacitatea de a aprecia întreaga paletă de stiluri care l-au influențat probabil pe Delacensiere este folosită pentru a demonstra geniul istoricului de arhitectură fictiv care este protagonistul nuvelei.
În 2009, revista americană Newsweek plasa Antwerpen-Centraal ca a patra din cele mai impresionante gări din lume. În 2014, publicația Mashable acorda Gării Antwerpen-Centraal primul loc pe lista celor mai frumoase gări din lume.
Direct accesibile dinspre peroane, în gară existau două mari săli pentru luat masa. Cea dinspre oraș este decorată cu frunze de aur și oglinzi. Acest spațiu a primit acum destinația de bar. Ca urmare a lucrărilor de renovare din 1998, sala a fost transformată în cafeneaua-restaurant „Le Royal”. Sala dinspre Grădina Zoologică era folosită înainte de renovare drept cantină pentru personal; există planuri ca ea să fie transformată în sală de conferințe. Cantina personalului este acum localizată la nivelul -0.5, cu vedere spre linii. Deasupra sunt diverse birouri și incinte pentru angajații gării, care  nu sunt accesibile publicului. Spațioasa sală de la intrarea în gară, cu podeaua placată în marmură și supranumită „Catedrala”, este adesea folosită pentru evenimente și concerte, inclusiv pentru demonstrații de dans. Într-un colț al aripii dinspre oraș exista pe vremuri un oficiu pentru telegraf și telefon. Inscripțiile „Telegraf” și „Telefon” au fost păstrate și sunt încă prezente pe fațada gării dinspre Koningin Astridplein, în partea dreaptă.

## Extinderea pentru trenurile de mare viteză
În 1998 au început masive lucrări de reconstrucție cu scopul de a converti Antwerpen-Centraal dintr-un punct terminus într-o stație de tranzit. A fost excavat un nou tunel între Gara Berchem, aflată în sudul orașului, și Gara Antwerpen-Dam, din nord, trecând pe sub Gara Centrală, cu linii pe două niveluri subterane. Tunelul permite trenurilor de mare viteză Thalys, LMV 4 și HSL Zuid să circule prin Antwerpen-Centraal fără să mai fie nevoie să întoarcă și să ocolească orașul pe calea ferată de centură. Mersul anterior al trenurilor de mare viteză obliga cursele Amsterdam–Bruxelles ori să circule și să oprească doar în Gara Berchem, ori să ajungă până în Antwerpen-Centraal, dar acolo să întoarcă.
Construcția a fost terminată în linii mari în 2007, iar primele trenuri au început să circule prin tunel pe 25 martie 2007. Întregul proiect a costat Infrabel în jur de 765 milioane de euro, din care circa 40% pentru lucrările la gara propriu-zisă.
Gara a primit Marele Premiu al Uniunii Europene pentru Moștenire Culturală (Europa Nostra) în 2011, pentru „excepționala realizare a transformării unui terminal feroviar - tipic pentru arhitectura feroviară a secolului al XIX-lea - într-o stație de tranzit - o necesitate stringentă în secolul al XXI-lea - redând în același timp monumentalei gări feroviare fosta glorie”.

## Structura gării

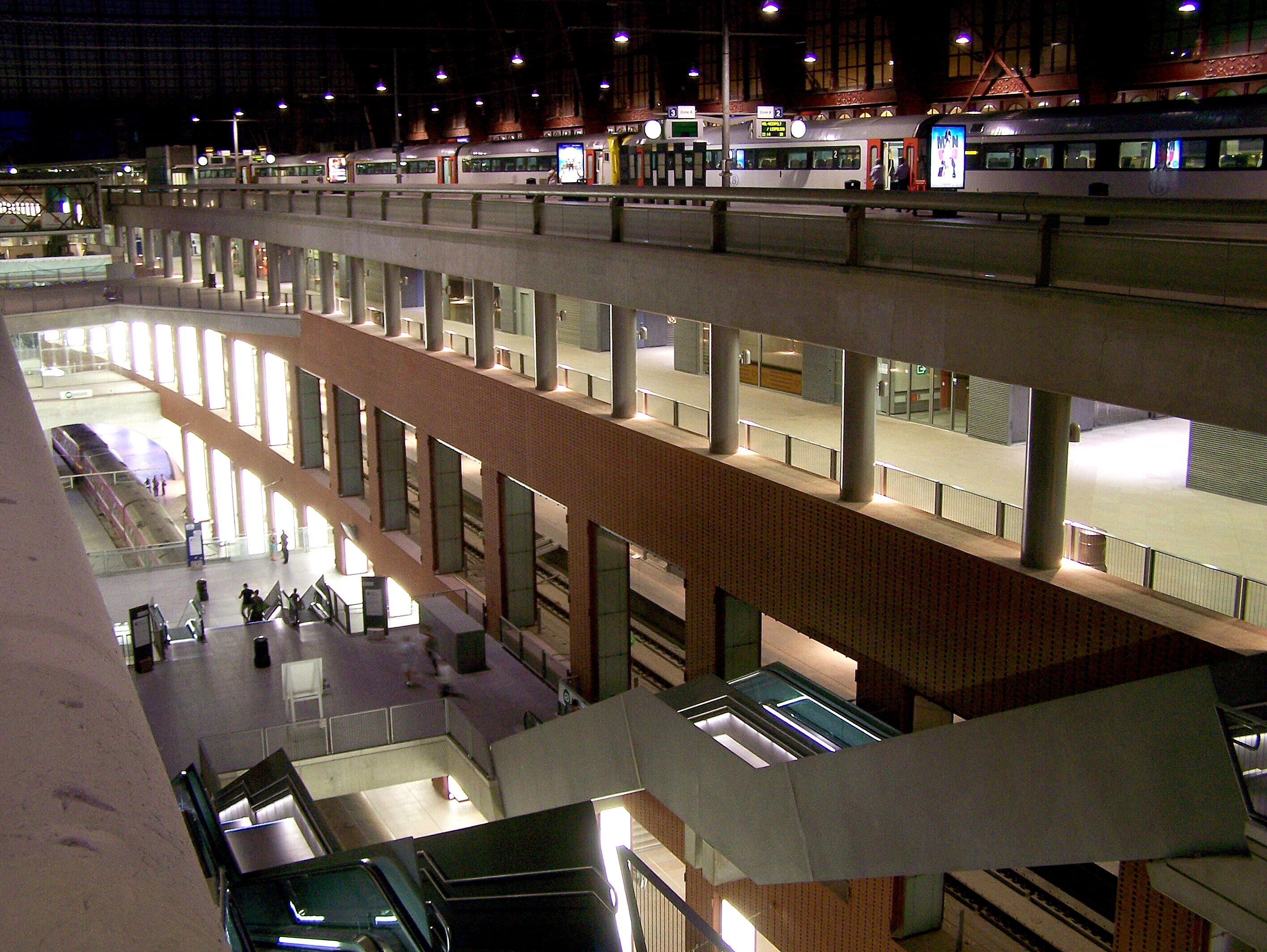
Atriumul gării, permițând vederea celor patru niveluri

După modernizare gara a căpătat patru niveluri și 14 linii, aranjate după cum urmează:
- Nivelul +1: gara originală, cu șase linii terminus împărțite în două grupuri de câte trei și separate de o deschidere centrală care permite vederea spre nivelurile inferioare;
- Nivelul 0: găzduiește casele de bilete și spații comerciale;
- Nivelul −1: aflat la 7 m sub nivelul străzii, conține patru linii terminus aranjate în două perechi. Aici sunt prezente și cele două scări rulante gemene, care încep în pantă, apoi rulează la nivel și continuă din nou în pantă ;[21]
- Nivelul −2: aflat la 18 m sub nivelul străzii, conține patru linii de tranzit, care conduc la cele două linii ale tunelului pe sub oraș utilizat de trenurile de mare viteză și de serviciile rapide InterCity domestice;

## Orarul trenurilor

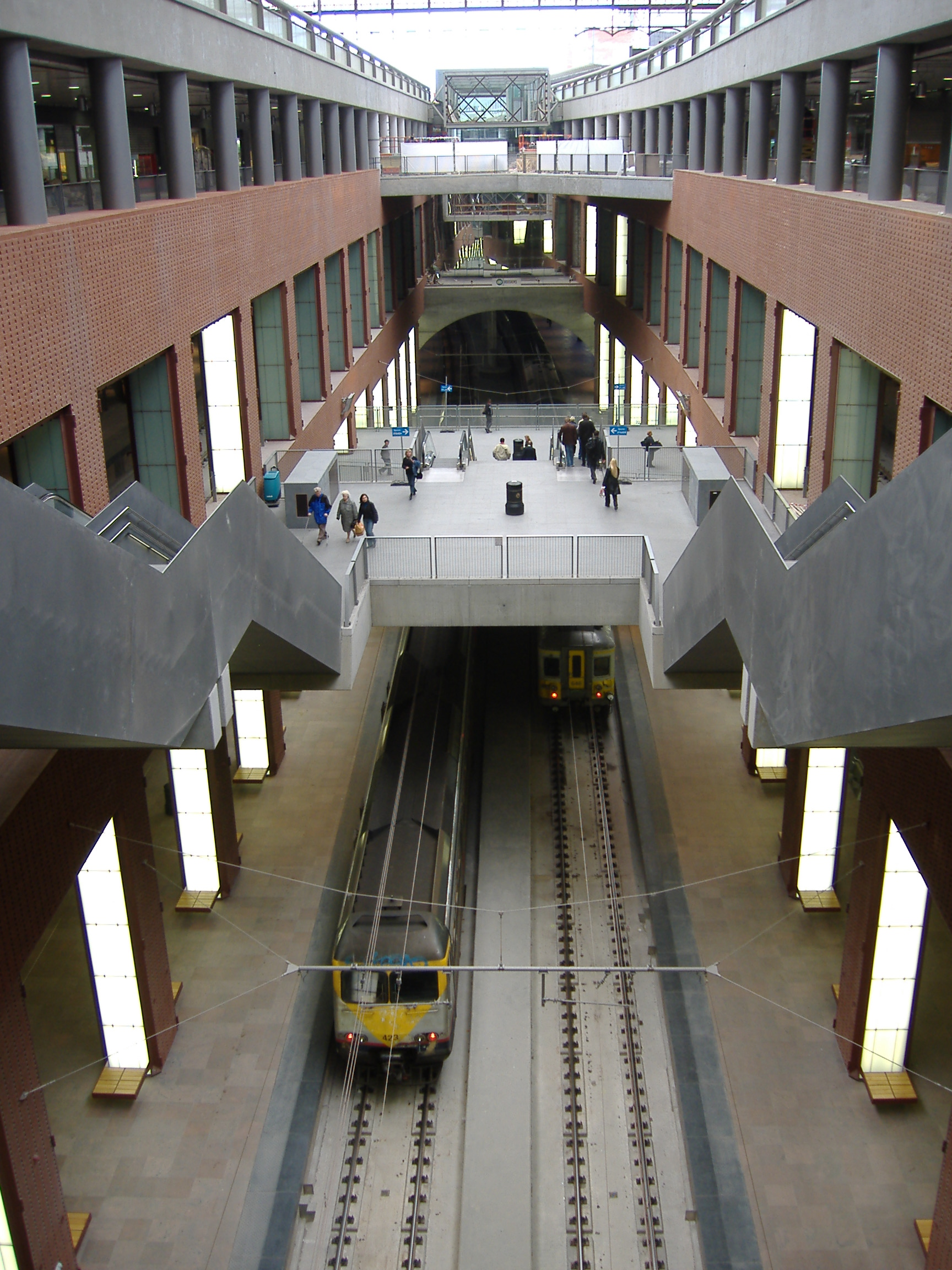
Trenuri de mare viteză în tunelul de la nivelul -2

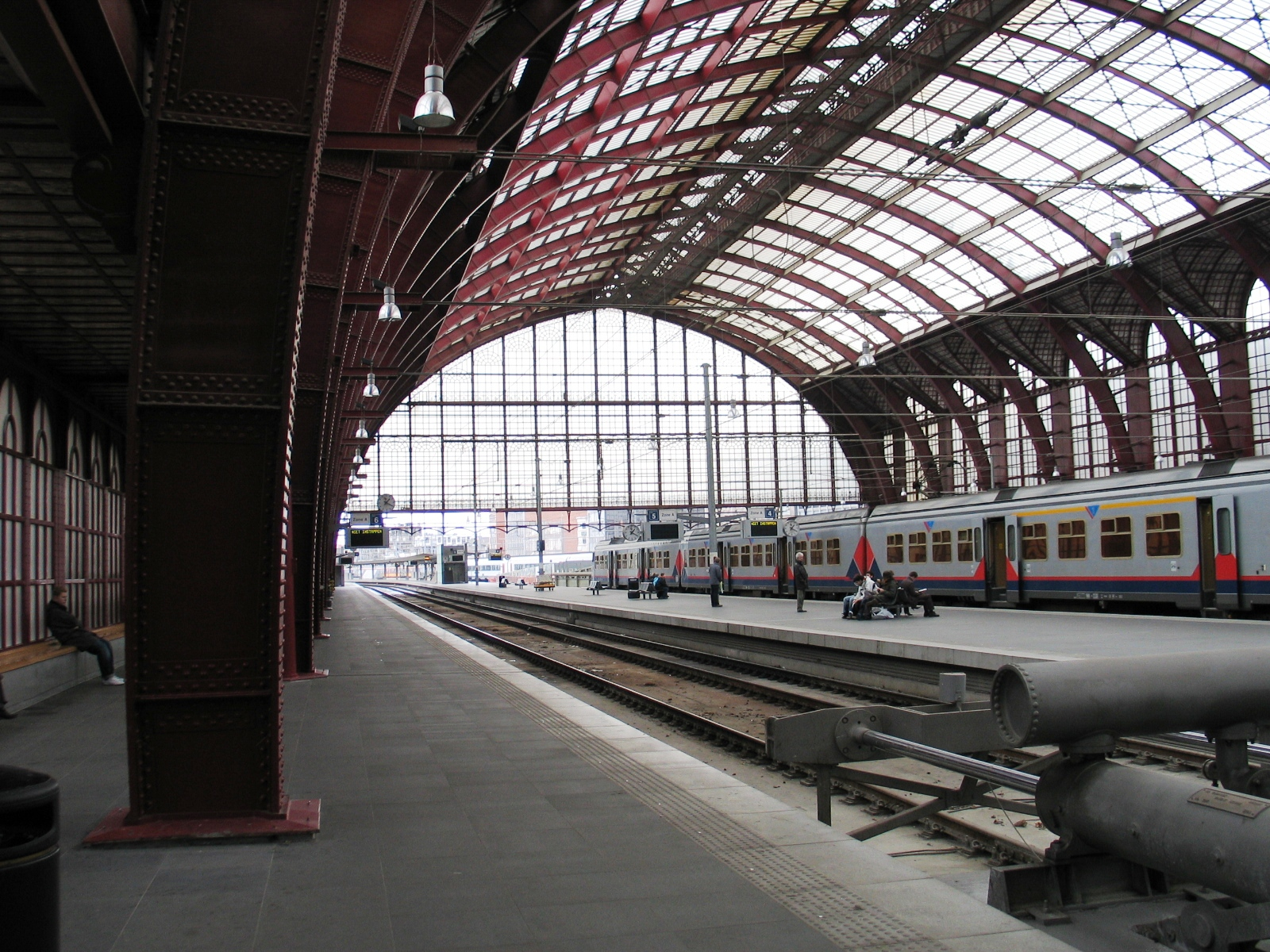
Tren IC al NMBS/SNCB la unul din peroanele nivelului +1

### Internațional
| Tipul trenului       | Traseu                                                                 | Frecvență    |
| -------------------- | ---------------------------------------------------------------------- | ------------ |
| Thalys               | Paris-Nord - Bruxelles-Midi - Amsterdam-Centraal                       | 1 tren/2 ore |
| IC-35 (Beneluxtrein) | Amsterdam-Centraal - Den Haag HS - Antwerpen-Centraal - Bruxelles-Midi | 1 tren/oră   |

### Național
Începând din 13 decembrie 2015:

#### Orar zilnic
| Tipul trenului | Traseu                                                          | Peron    |
| -------------- | --------------------------------------------------------------- | -------- |
| IC 02          | Antwerpen-Centraal - Gent - Oostende                            | 2        |
| IC 04          | Antwerpen-Centraal - Gent - Kortrijk - Lille-Flandres/Poperinge | 1        |
| IC 10          | Antwerpen-Centraal - Mol - Hamont/Hasselt                       | 5        |
| IC-15          | Antwerpen-Centraal - Noorderkempen                              |          |
| IC 30          | Antwerpen-Centraal - Turnhout                                   | 14       |
| L              | Antwerpen-Centraal - Aarschot - Leuven                          | 12       |
| S1             | Antwerpen-Centraal - Bruxelles-Midi                             | 6 sau 11 |

#### În zilele lucrătoare
| Tipul trenului | Traseu                                                                        | Peron                                               |
| -------------- | ----------------------------------------------------------------------------- | --------------------------------------------------- |
| IC 05          | Antwerpen-Centraal - Brussel - Gara Charleroi-Sud                             | 24                                                  |
| IC-07          | Antwerpen-Centraal - Mechelen - Bruxelles-Midi - Nijvel - Gara Charleroi-Sud  |                                                     |
| IC 08          | Antwerpen-Centraal - Brussels Airport-Zaventem - Hasselt                      | 6                                                   |
| IC 09          | Antwerpen-Centraal - Aarschot - Leuven                                        | 13                                                  |
| IC 22          | Essen - Antwerpen-Centraal - Bruxelles                                        | 22 (în direcția Essen) & 23 (în direcția Bruxelles) |
| IC 28          | Antwerpen-Centraal - Gara Gent-Sint-Pieters                                   | 6                                                   |
| IC 31          | Antwerpen-Centraal - Bruxelles-Midi (nu circulă în perioada vacanței de vară) | 24                                                  |
| L              | Antwerpen-Centraal - Lokeren                                                  | 5                                                   |
| L              | Antwerpen-Centraal - Mol                                                      | 6                                                   |
| L              | Roosendaal (NL) - Antwerpen - Puurs                                           | 22 & 23                                             |
| S1             | Antwerpen-Centraal - Bruxelles - Nijvel                                       | 5                                                   |
| P              | Diferite trasee                                                               | În timpul orelor de vârf                            |

#### La sfârșit de săptămână
| Tipul trenului | Traseu                                                     | Peron          |
| -------------- | ---------------------------------------------------------- | -------------- |
| IC 08          | Antwerpen-Centraal - Brussels Airport-Zaventem - Leuven    | 5              |
| IC 09          | Antwerpen-Centraal - Aarschot - Hasselt - Liège-Guillemins | 13             |
| IC 22          | Antwerpen-Centraal - Bruxelles - Binche                    | 24             |
| IC 31          | Antwerpen-Centraal - Bruxelles - Charleroi-Sud             | 21             |
| L              | Roosendaal (NL) - Antwerpen - Lokeren                      | 22 & 23        |
| P              | Antwerpen-Centraal - Leuven - Heverlee                     | Duminică seara |

## Accesul din Kievitstraat
Odată cu lucrările de renovare, în partea de sud a fost construită o nouă gară de corespondență, intitulată Kievit, care permite accesul dinspre strada Lange Kievitstraat. Între vechea gară și noua construcție din Kievitstraat au fost construite arcade unde au fost relocate magazinele care vindeau diamante situate inițial sub viaductul feroviar paralel cu strada Pelikaanstraat. Tot acolo există baruri, bistrouri, chioșcuri de ziare și alte magazine. Mai mult, noua zonă a gării a fost prevăzută cu o parcare pentru automobile extinsă, gestionată de NMBS/SNCB, și permite accesul direct la peroane și la tunelurile feroviare din subteran.
Noua zonă a gării Kievit a fost proiectată de arhitectul belgian architect Jacques Voncke, sub coordonarea biroului Eurostation.

## Corespondență cu transportul în comun
Gara Centrală este conectată direct prin coridoare subterane cu stațiile de premetrou Astrid și Diamant, prin care circulă tramvaiele 2, 3, 5, 6, 8, 9 și 15 ale companiei De Lijn. La nivelul solului, în fața pieței Koningin Astridplein, opresc tramvaiele 10, 11, 12 și 24. În apropiere, pe Pelikaanstraat și Koningin Astridplein, au stație câteva curse locale sau regionale de autobuz, printre care naveta spre Aeroportul Bruxelles, cu autocare la fiecare oră. Autogara pentru autobuzele regionale, situată în Franklin Rooseveltplaats, se află la distanță de mers pe jos de Gara Centrală.

## Facilități pentru biciclete
Din septembrie 2006, gara are și o parcare velo subterană păzită (sub Koningin Astridplein), cu o capacitate de 1000 de biciclete. În plus, o zonă kiss & ride și o parcare pentru automobile.
În mai 2007, în parcarea velo a fost deschis și un fietspunt. Acolo, specific pentru Antwerpen, pe lângă biciclete pentru turiști pot fi închiriate și 700 de biciclete galbene pentru studenți.
Capacitatea parcării velo a fost mărită în primăvara anului 2009 cu încă 250 de locuri, sub Koningin Astridplein. În acelaști timp, a fost deschisă o nouă parcare velo subterană în zona Kievit, cu o capacitate de 400 de locuri. Bicicletele care încă mai sunt parcate deasupra, la nivelul pieței, sprijinite de stâlpi sau de garduri, sunt cu regularitate înlăturate de serviciile primăriei în colaborare cu poliția.
În apropierea gării există cinci stații Velo. Două sunt situate în Koningin Astridplein, două în Kievitplein, iar una în strada De Keyserlei.

## Zona de tarifare
Conform legislației domestice, dar și reglementărilor Uniunii Internaționale a Căilor Ferate, Gara Antwerpen-Centraal se află în aceeași zonă de tarifare cu gările: Antwerpen-Berchem, Antwerpen-Dam, Antwerpen-Luchtbal, Antwerpen-Noorderdokken, Antwerpen-Oost, Antwerpen-Zuid.

## În cultura populară
- Gara a constituit decorul mai multor filme, spre exemplu De zaak Alzheimer,[26], în care ucigașul în serie Ledda sosește cu trenul din Franța. În episodul „The Chocolate Box” al serialului britanic Poirot, Gara Antwerpen-Centraal este folosită ca decor pentru a înfățișa o gară din Bruxelles.
- La începutul lui 2009, un videoclip prezentând un eveniment de tip flash mob care a avut loc în gară a devenit viral pe internet. Peste 200 de persoane de diverse vârste, inclusiv copii, au dansat pe melodia „Do-Re-Mi” din muzicalul Sunetul Muzicii compus de Rodgers și Hammerstein, în fața câtorva zeci de pasageri, din care unii s-au alăturat ei înșiși dansului. Videoclipul a fost produs pentru a face publicitate Op zoek naar Maria, versiuniea TV belgiană a programului BBC How Do You Solve a Problem Like Maria?, despre căutarea unei actrițe care să joace rolul principal într-o recreare pe scenă a Sunetului Muzicii.[27]
- Fosta gară de mărfuri Antwerpen-Centraal era cunoscută și sub numele de Gara Congo. Era situată de-a lungul grădinii zoologice din apropiere (la peronul 10) și aici se descărcau și animale exotice sau hrană pentru animalele de la Zoo. Ulterior a fost extinsă, apoi mutată în Van Immerseelstraat.
- Gara constituie decorul începutului nuvelei „Austerlitz”, de W.G. Sebald.

## Galerie

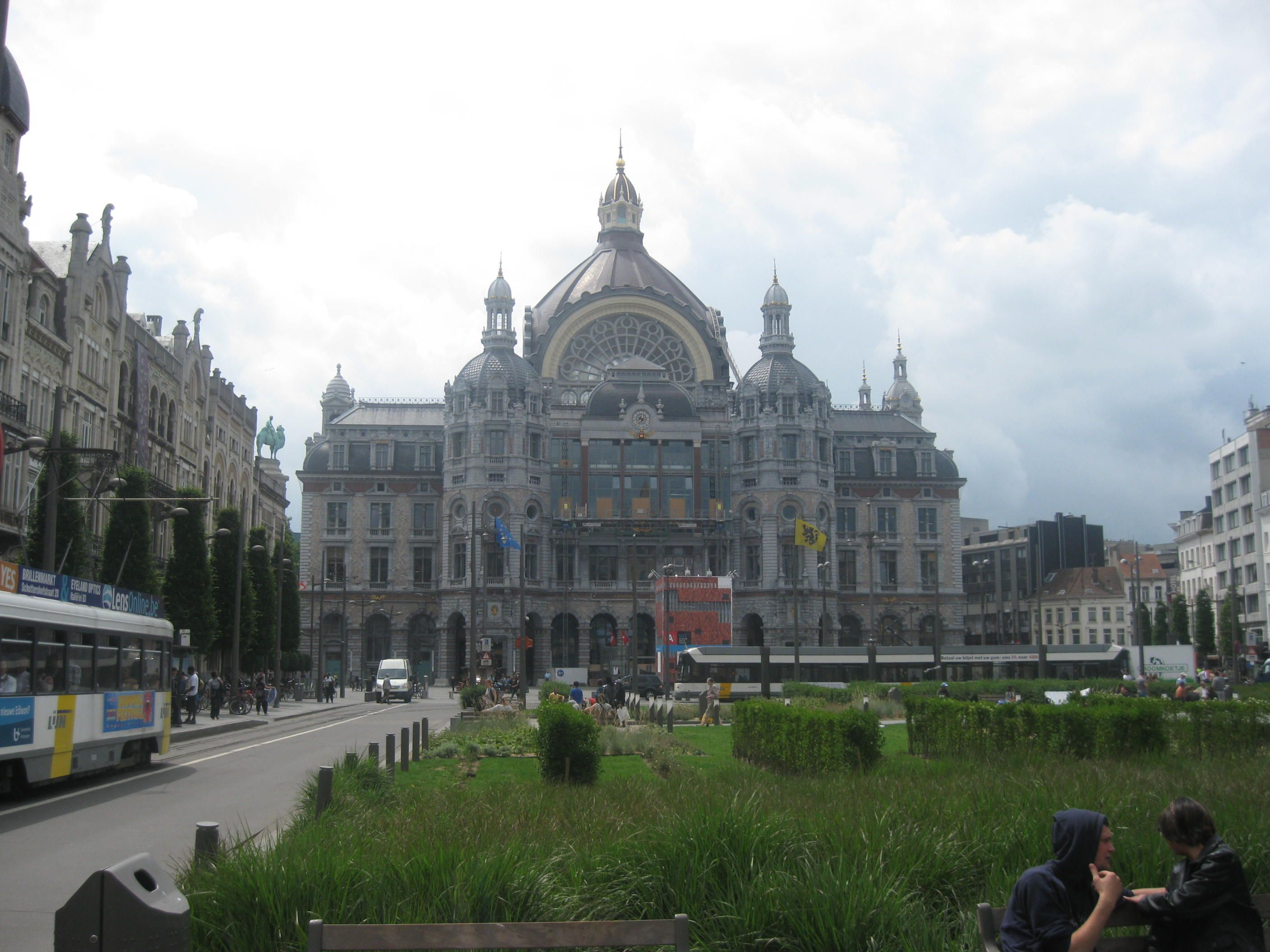
Vedere din Koningin Astridplein (1).
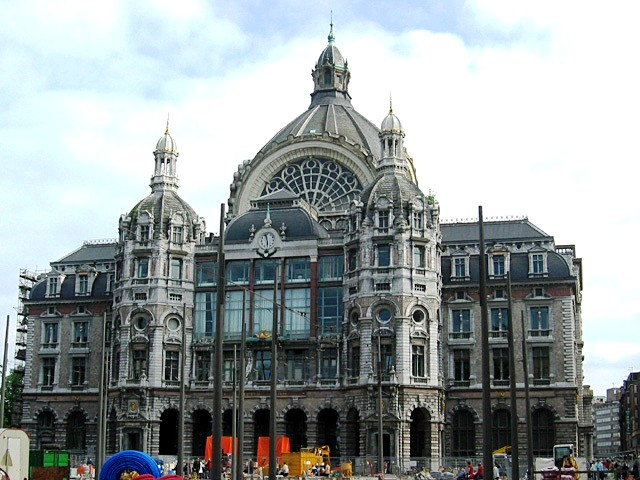
Vedere din Koningin Astridplein (2).
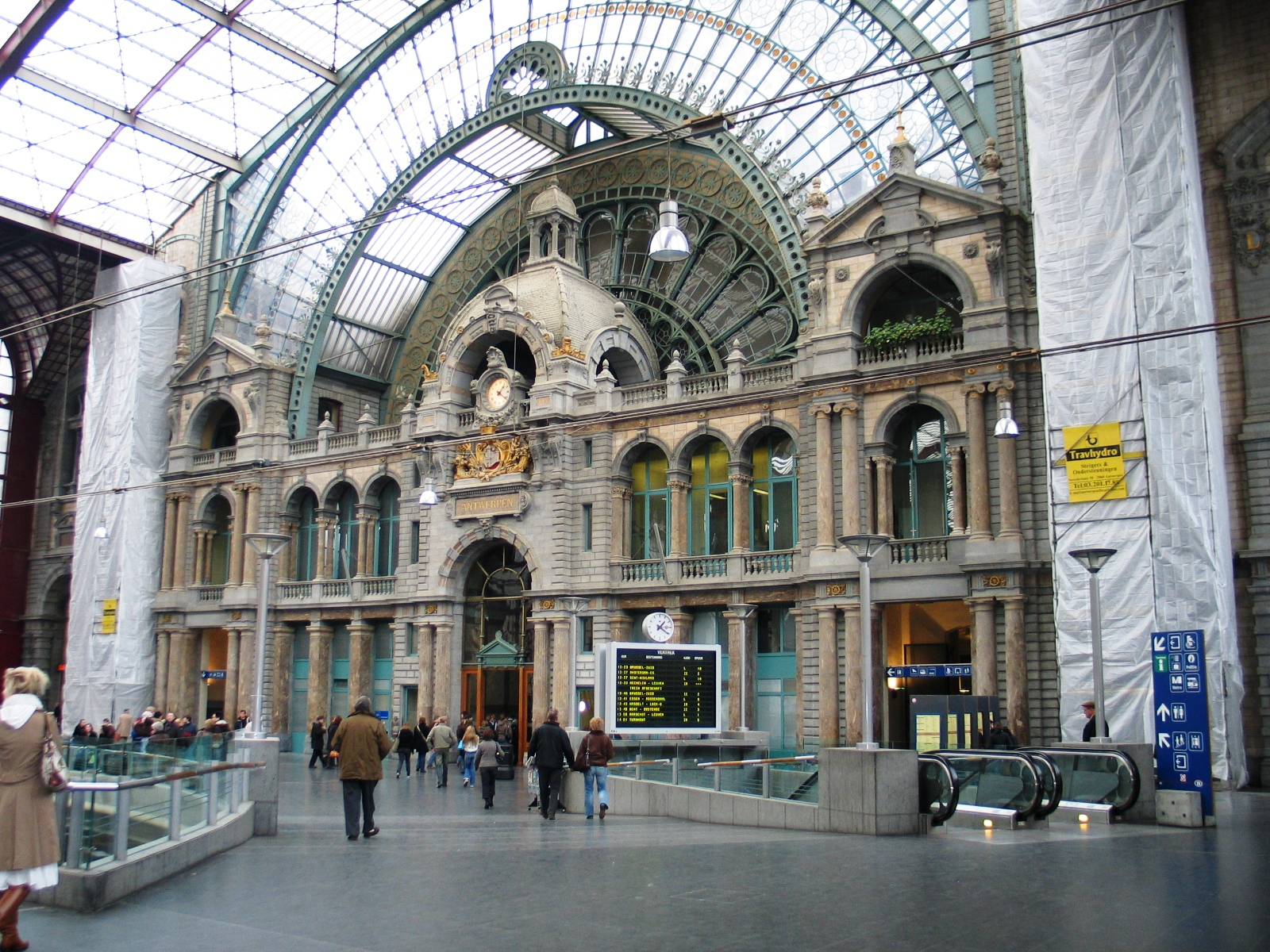
Fațada interioară în zona peroanelor.
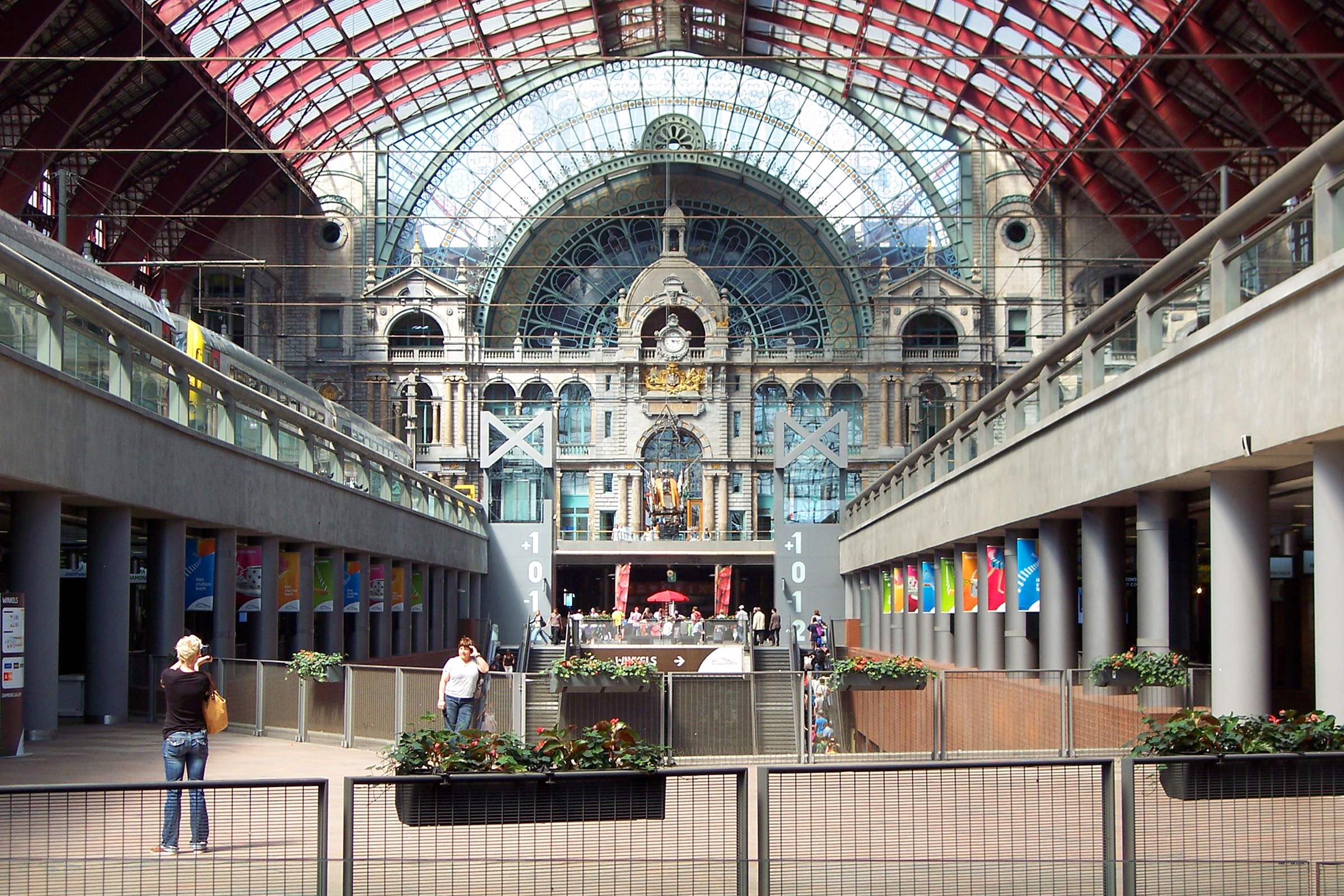
Fațada interioară (1).
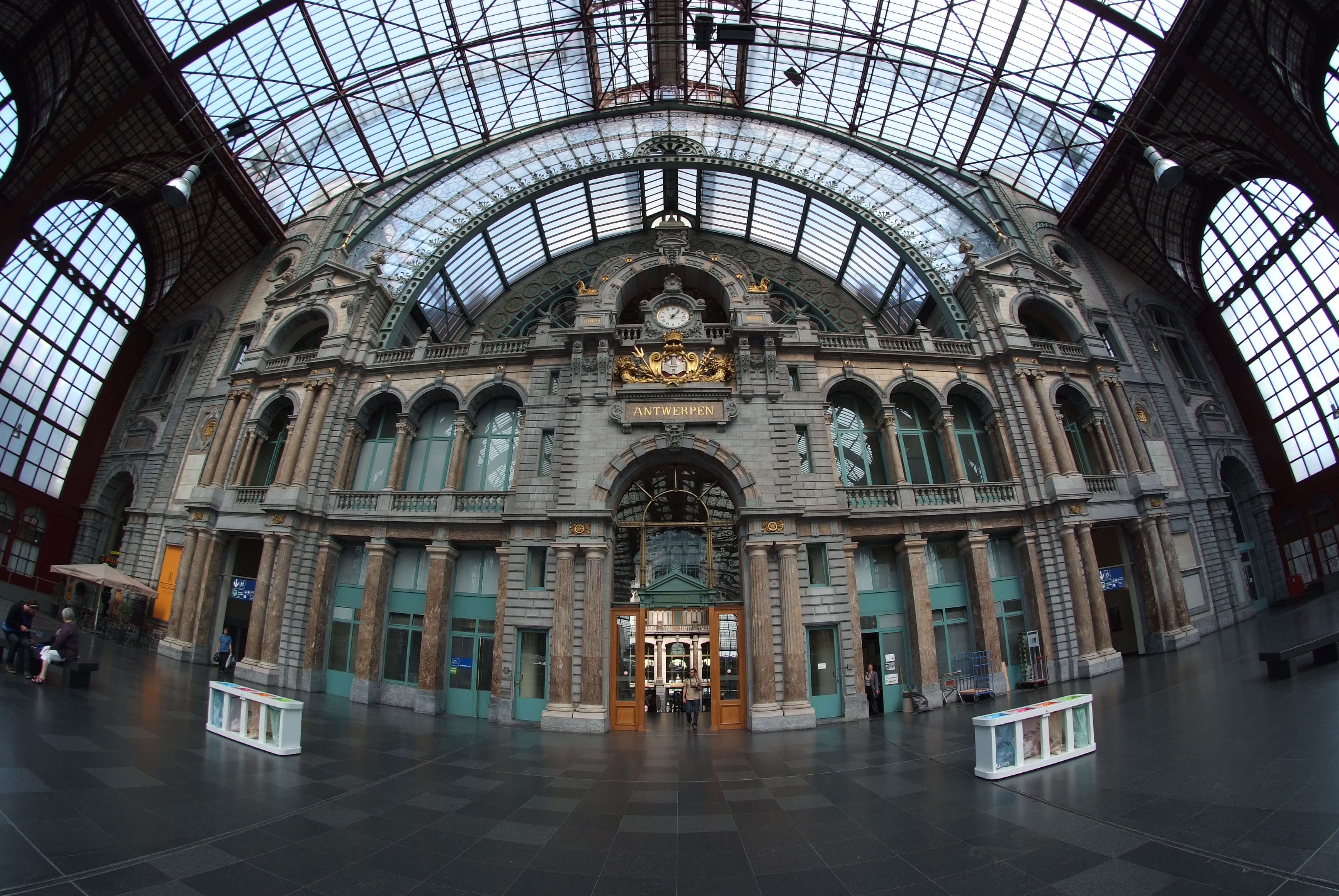
Fațada interioară (2).
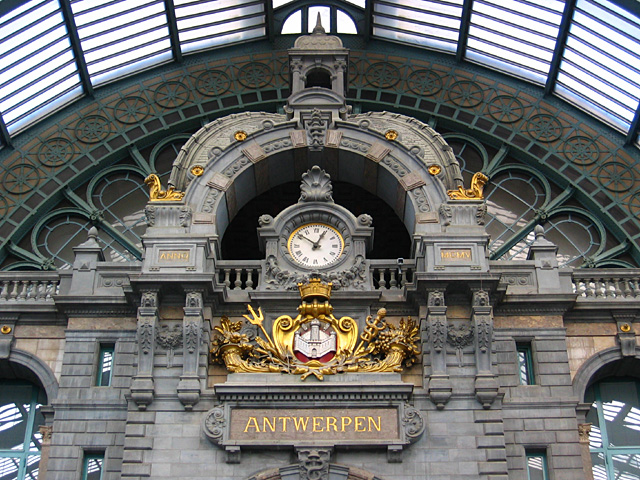
Orologiu și stema orașului Antwerpen pe fațada interioară.
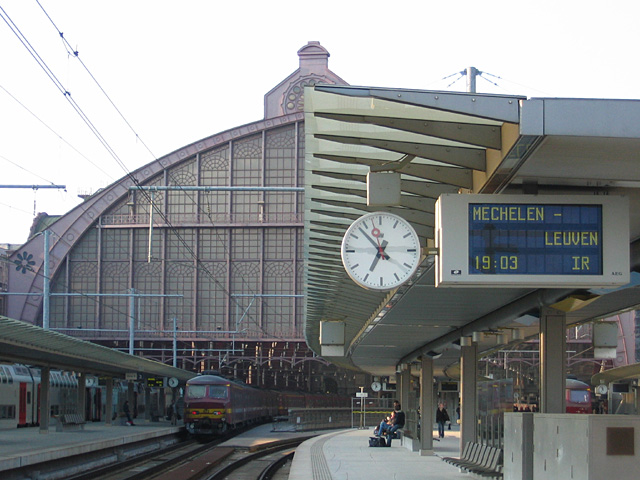
Peron în afara domului.
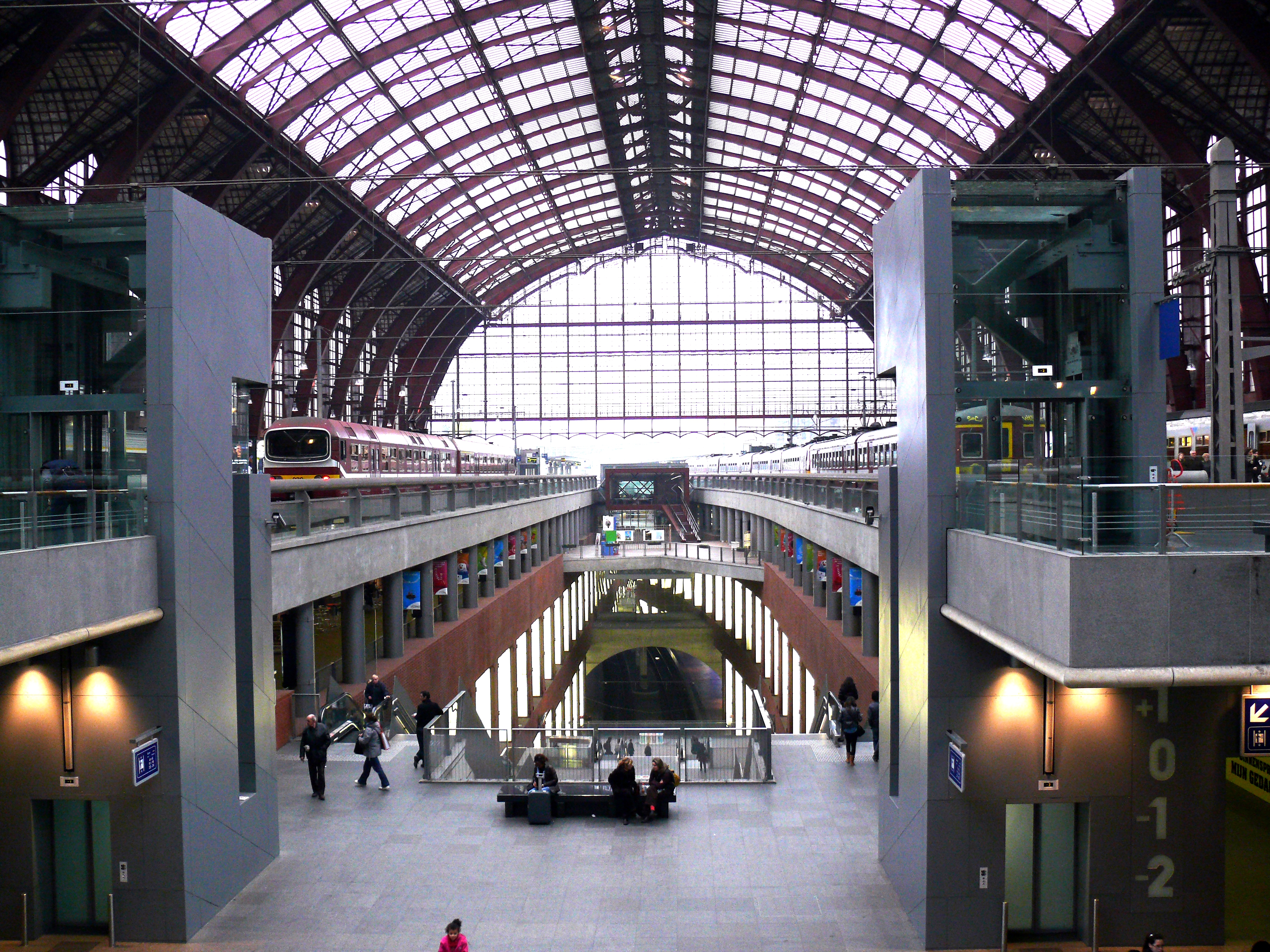
Vedere de la nivelul superior.
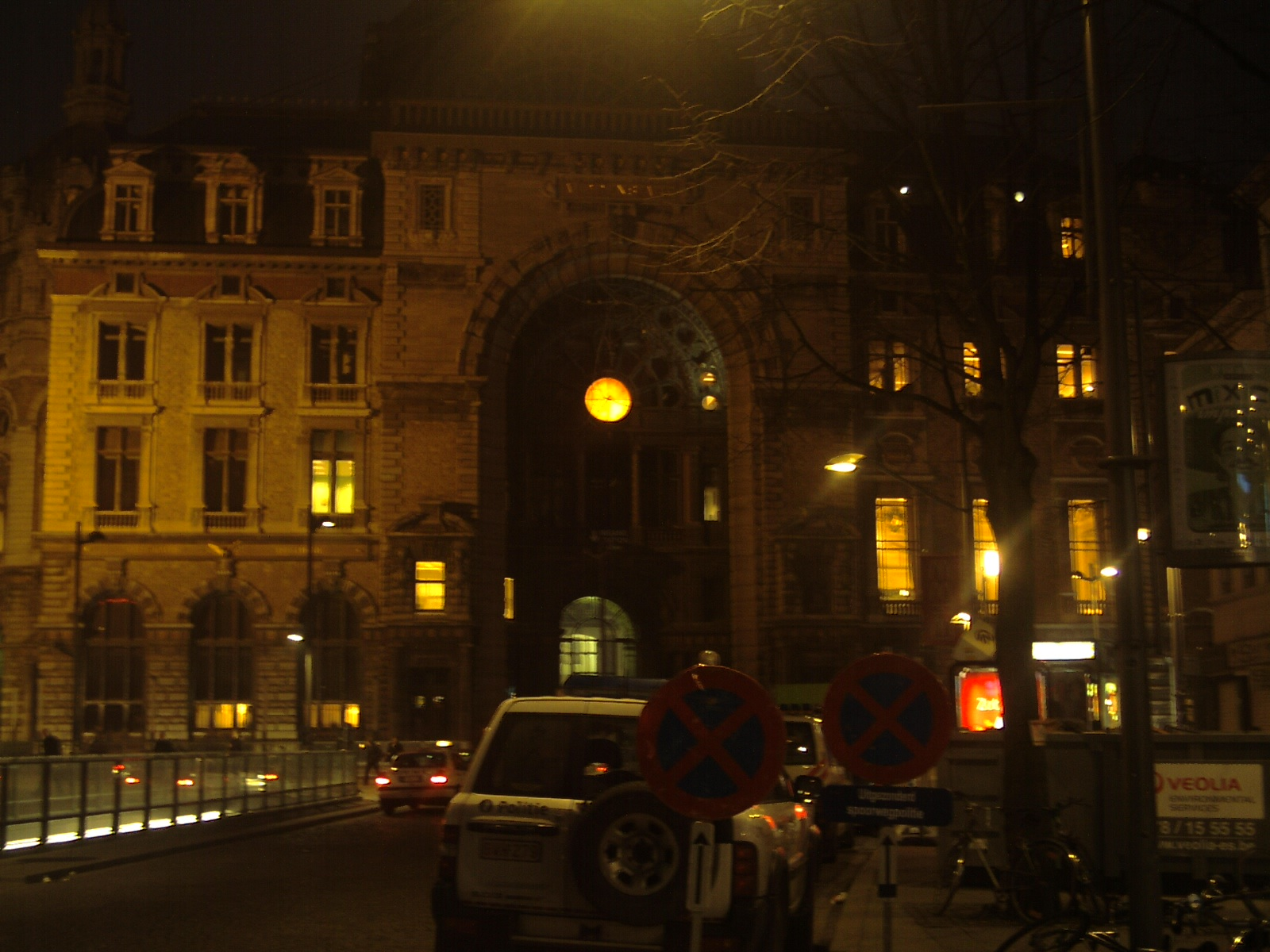
Fațada gării pe partea cu De Keyserlei, noaptea.
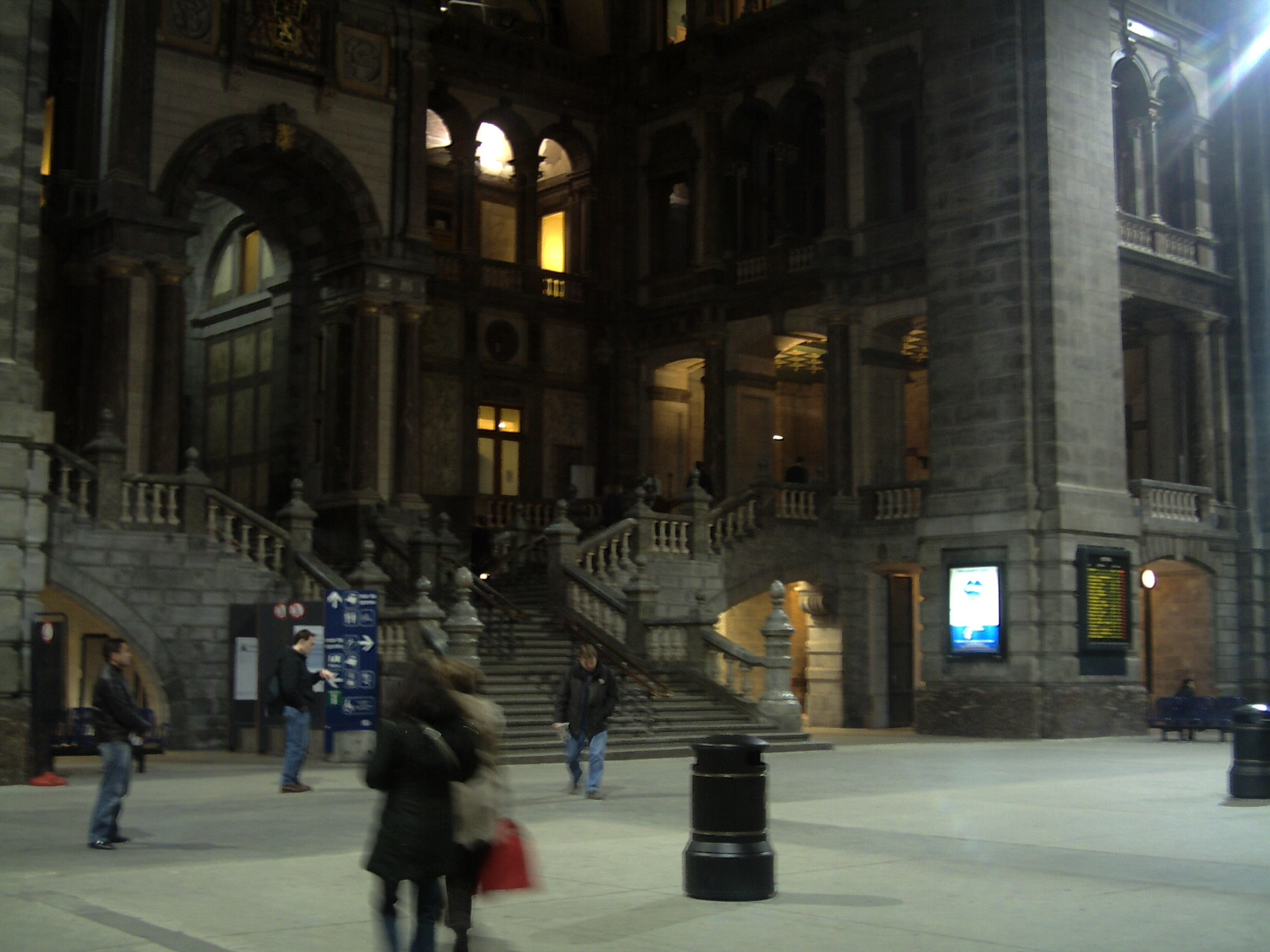
Scările centrale către peroane.
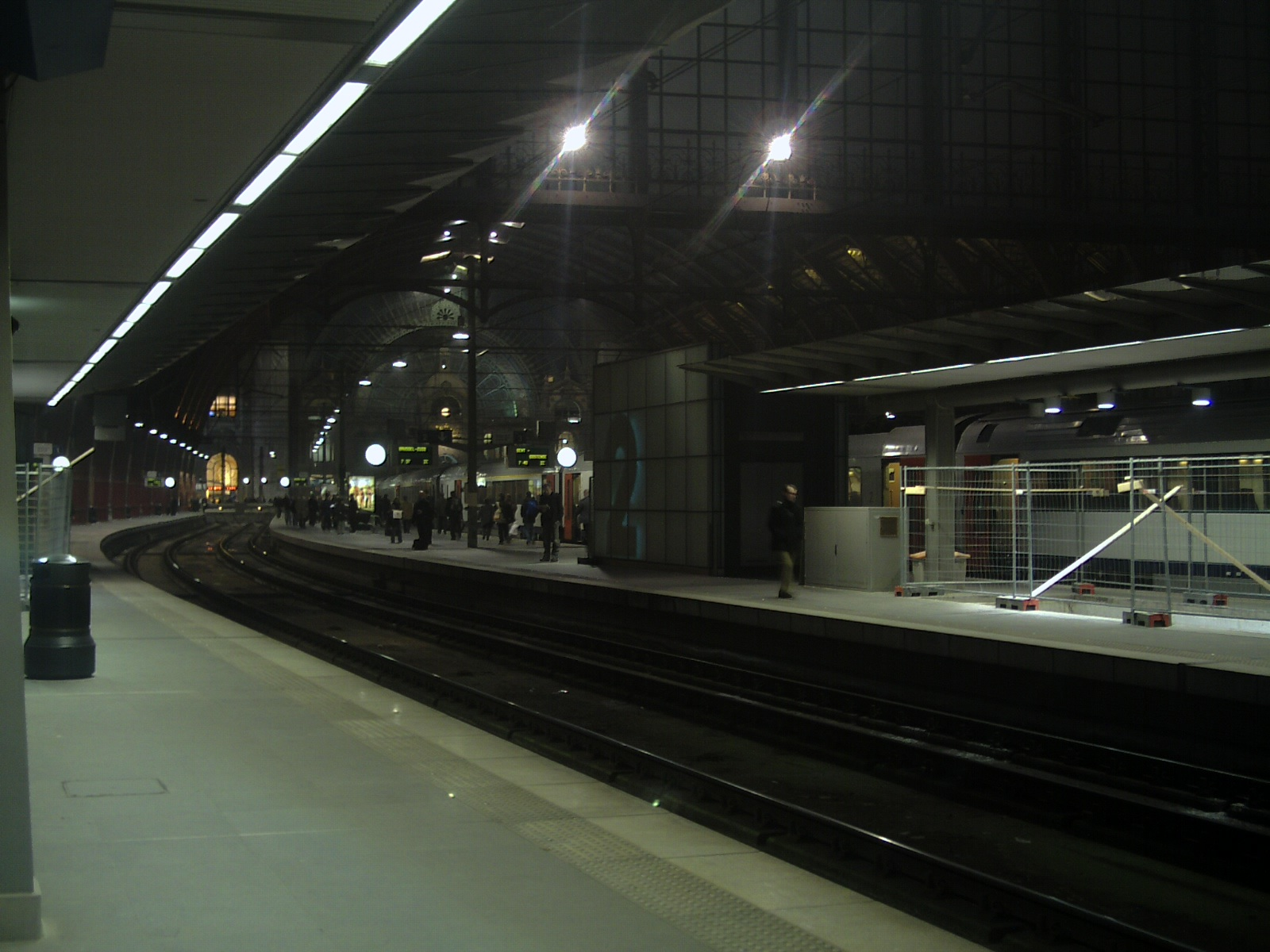
Zona peroanelor, vedere de noapte dinspre peronul 1.
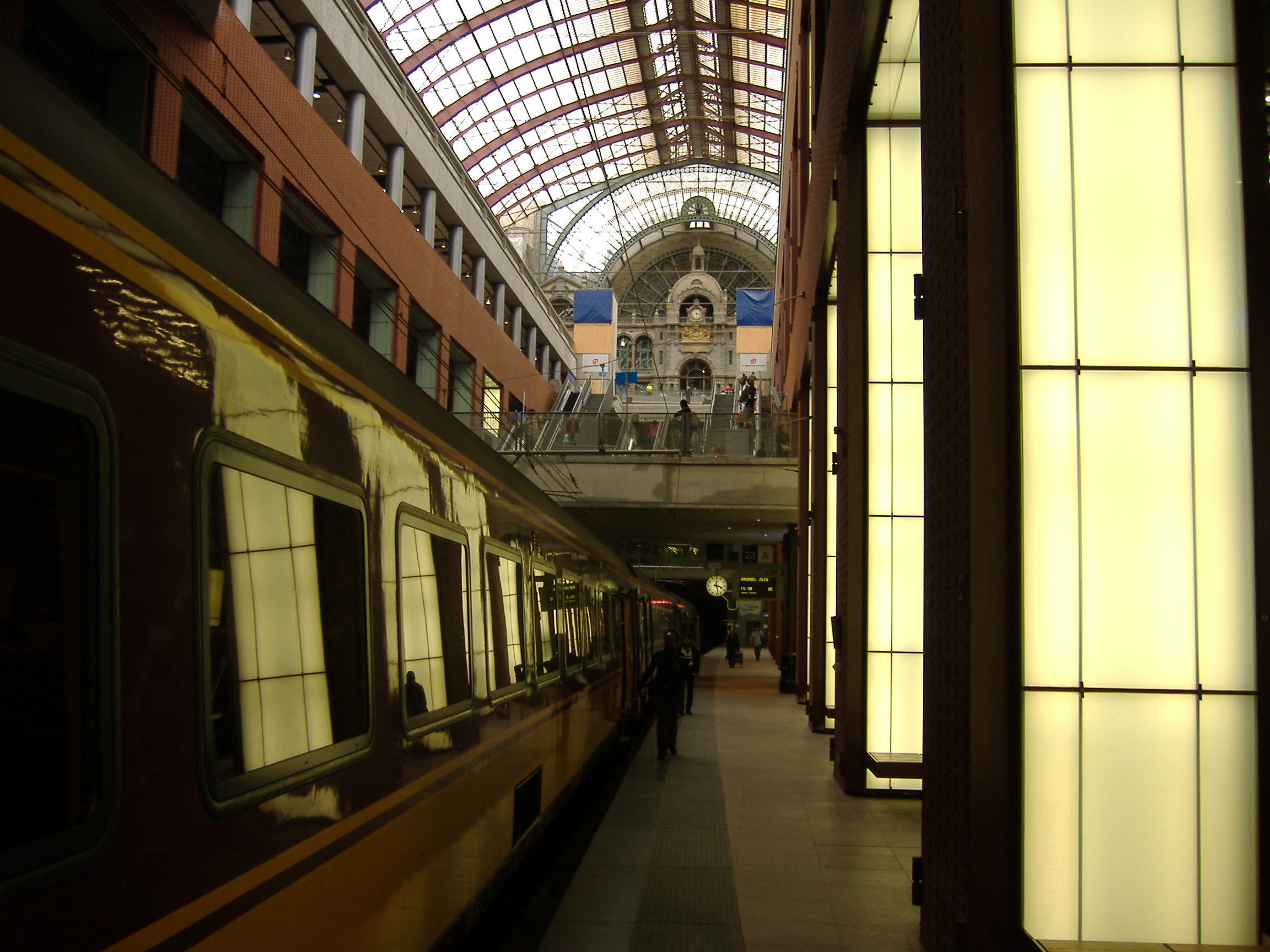
Vedere dinspre tunel către partea superioară a gării.
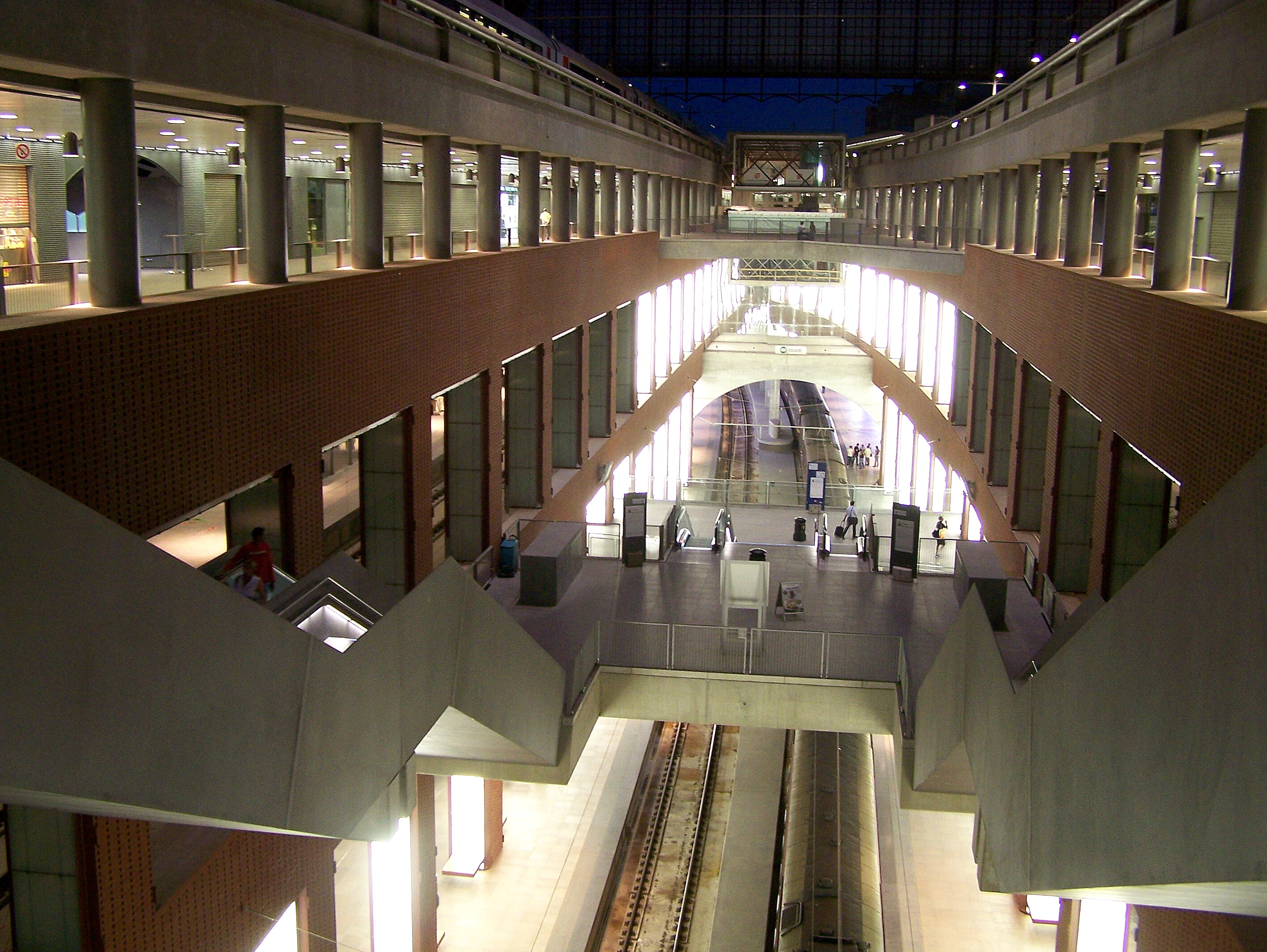
Vedere din atrium până la nivelul 0.
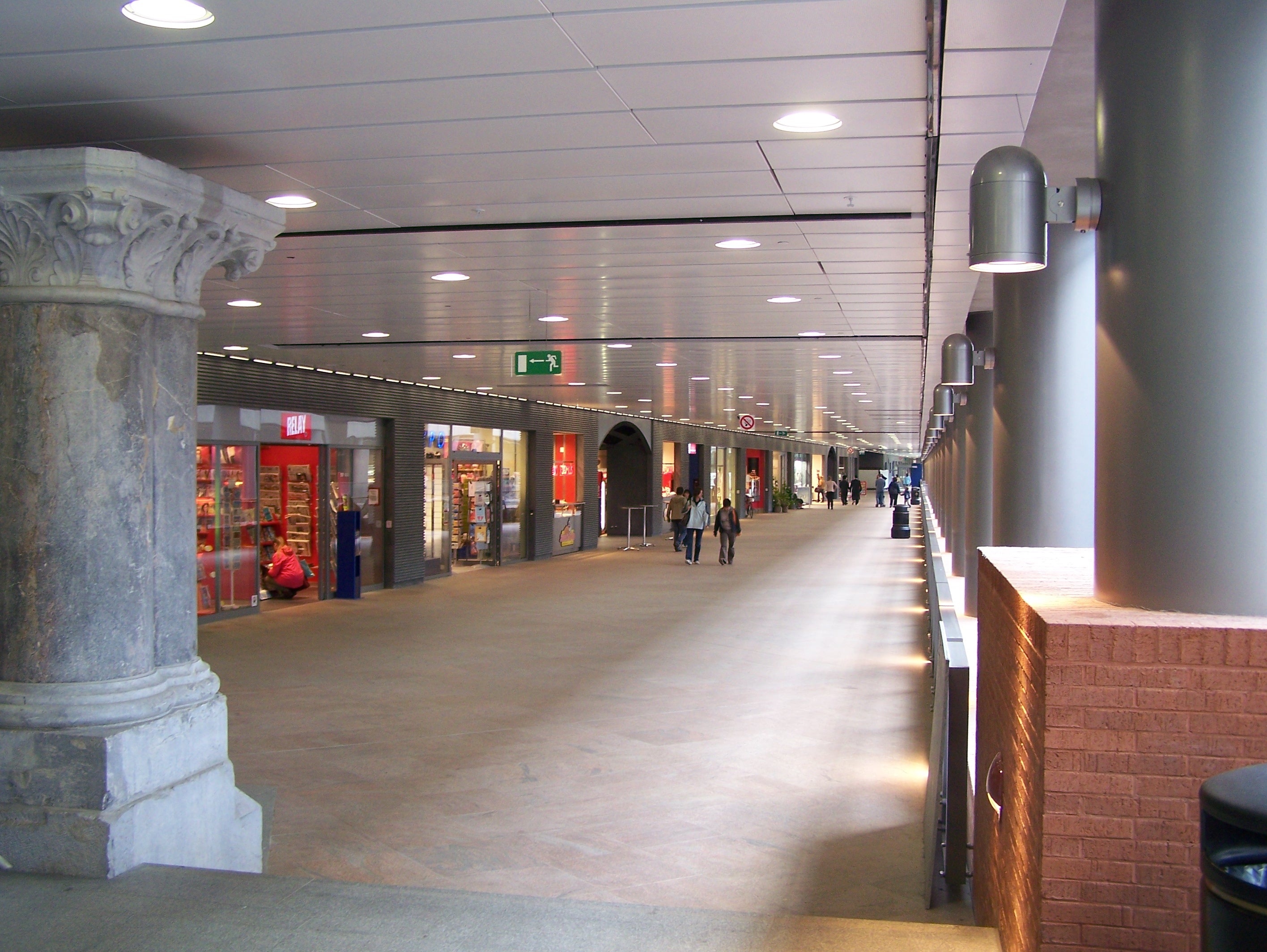
Galeria comercială de la nivelul 0.
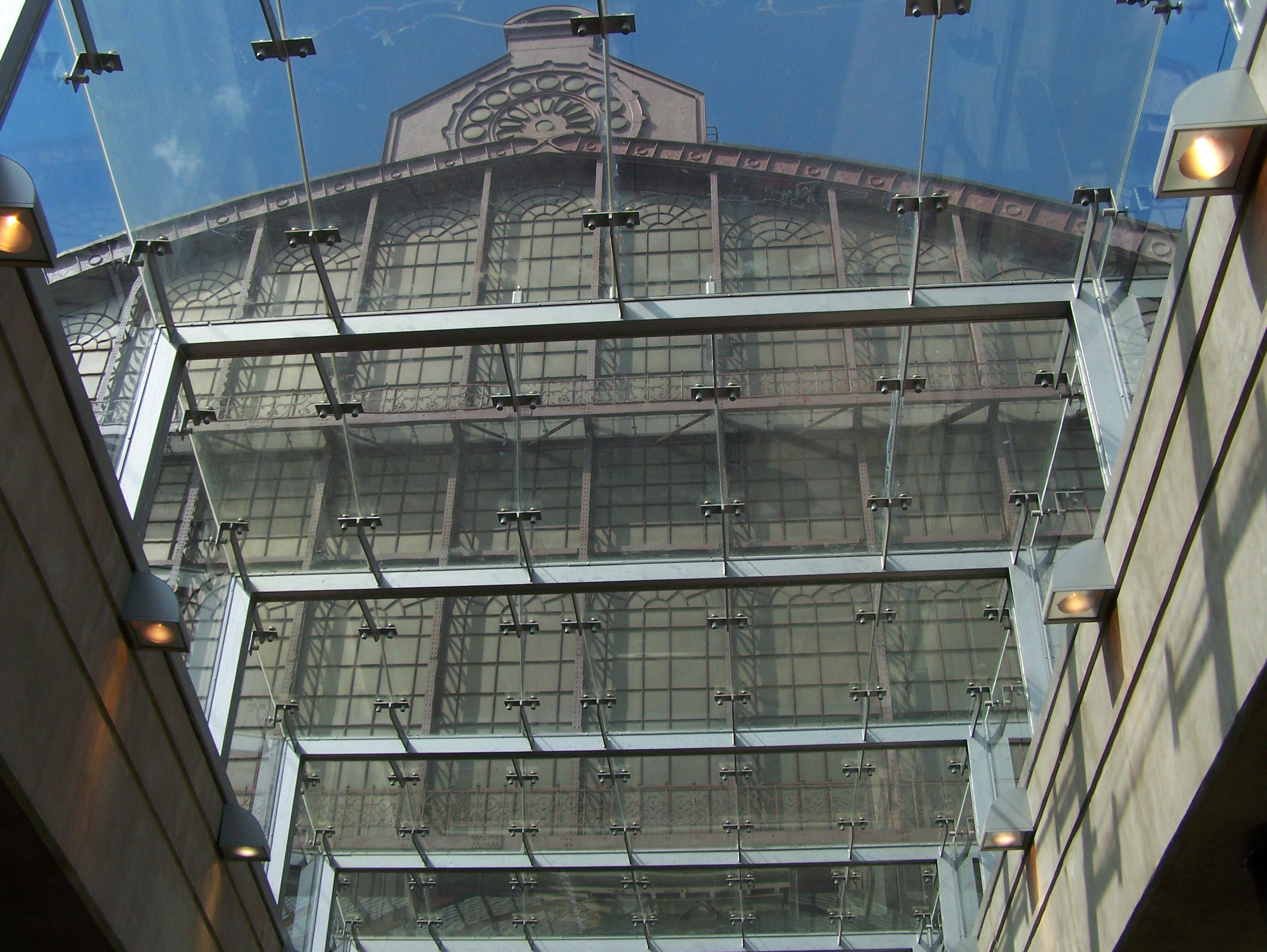
Acoperișul gării începând cu galeria comercială de la nivelul 0.
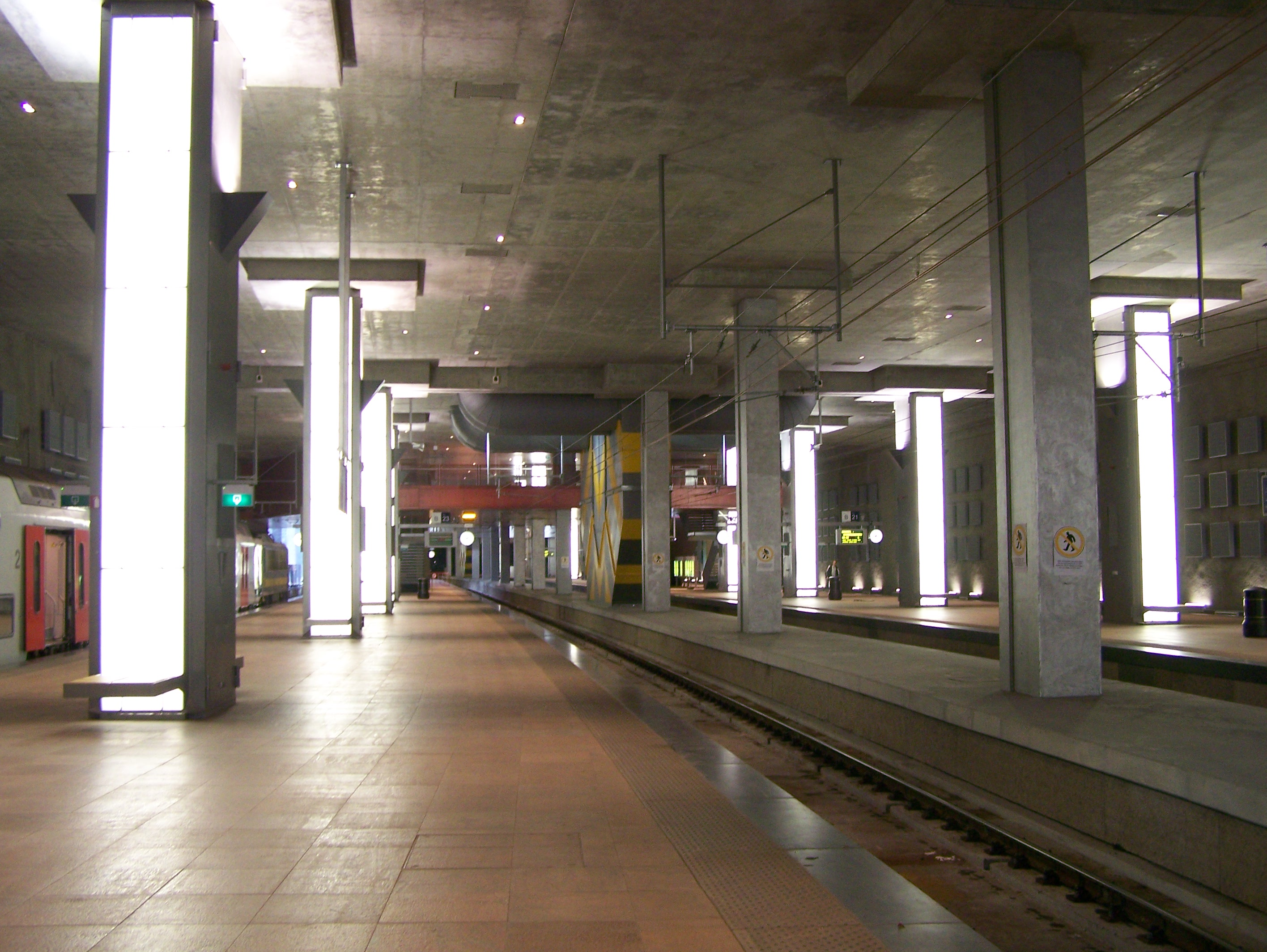
Nivelul -2.
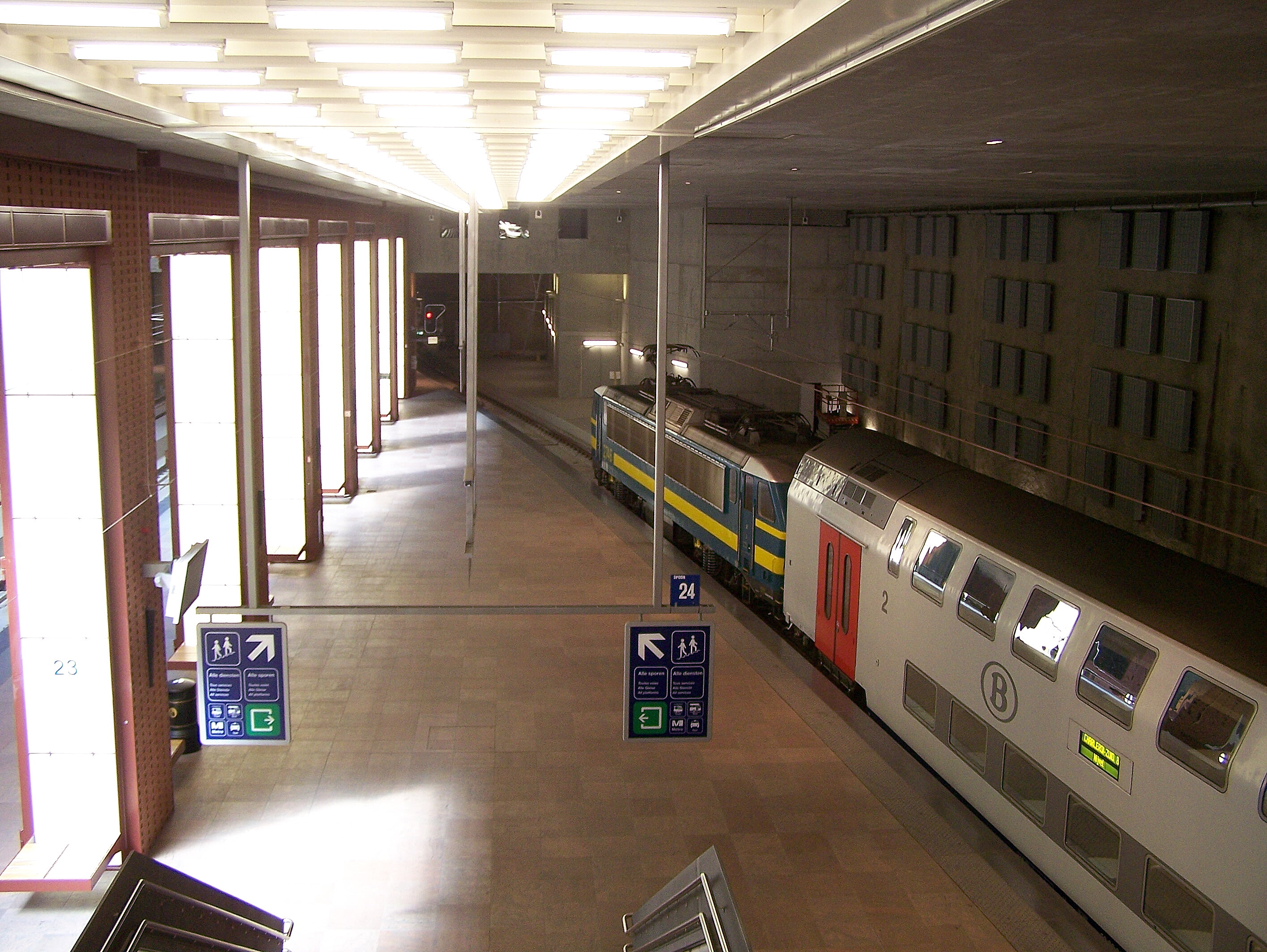
Nivelul -2, începutul peronului.
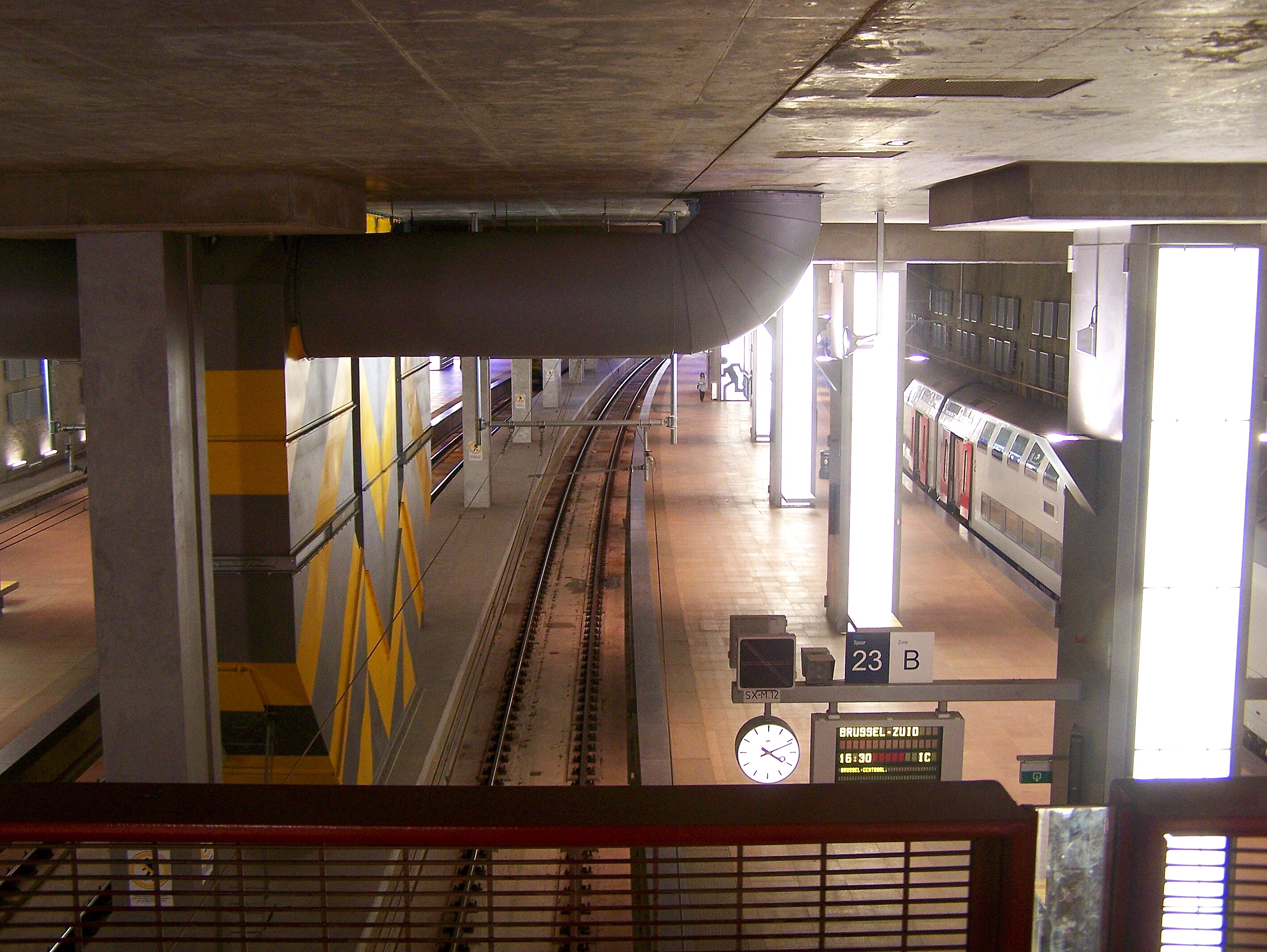
Nivelul -2, văzut de la accesul dinspre Kievit.
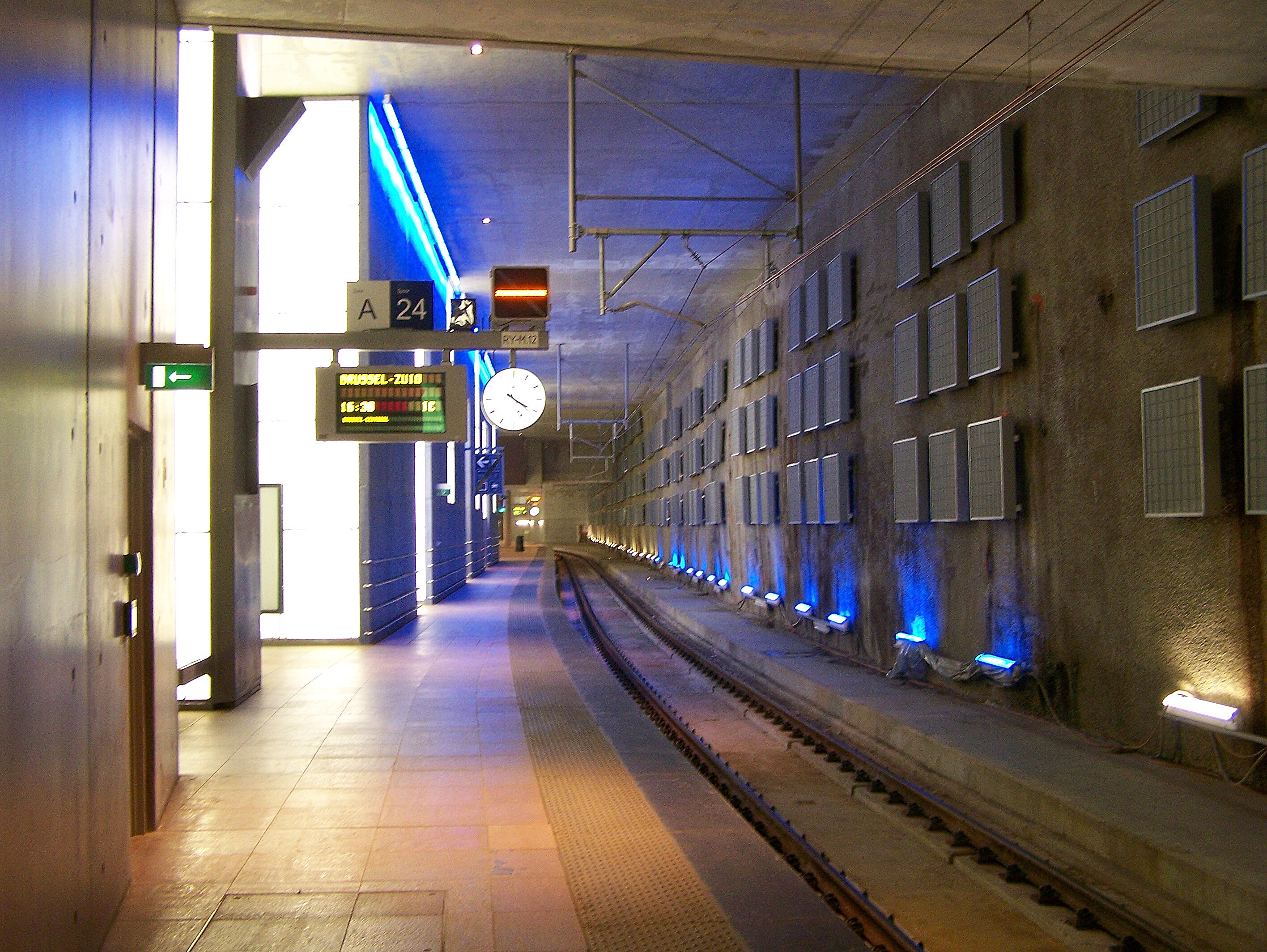
Peron la nivelul -2.
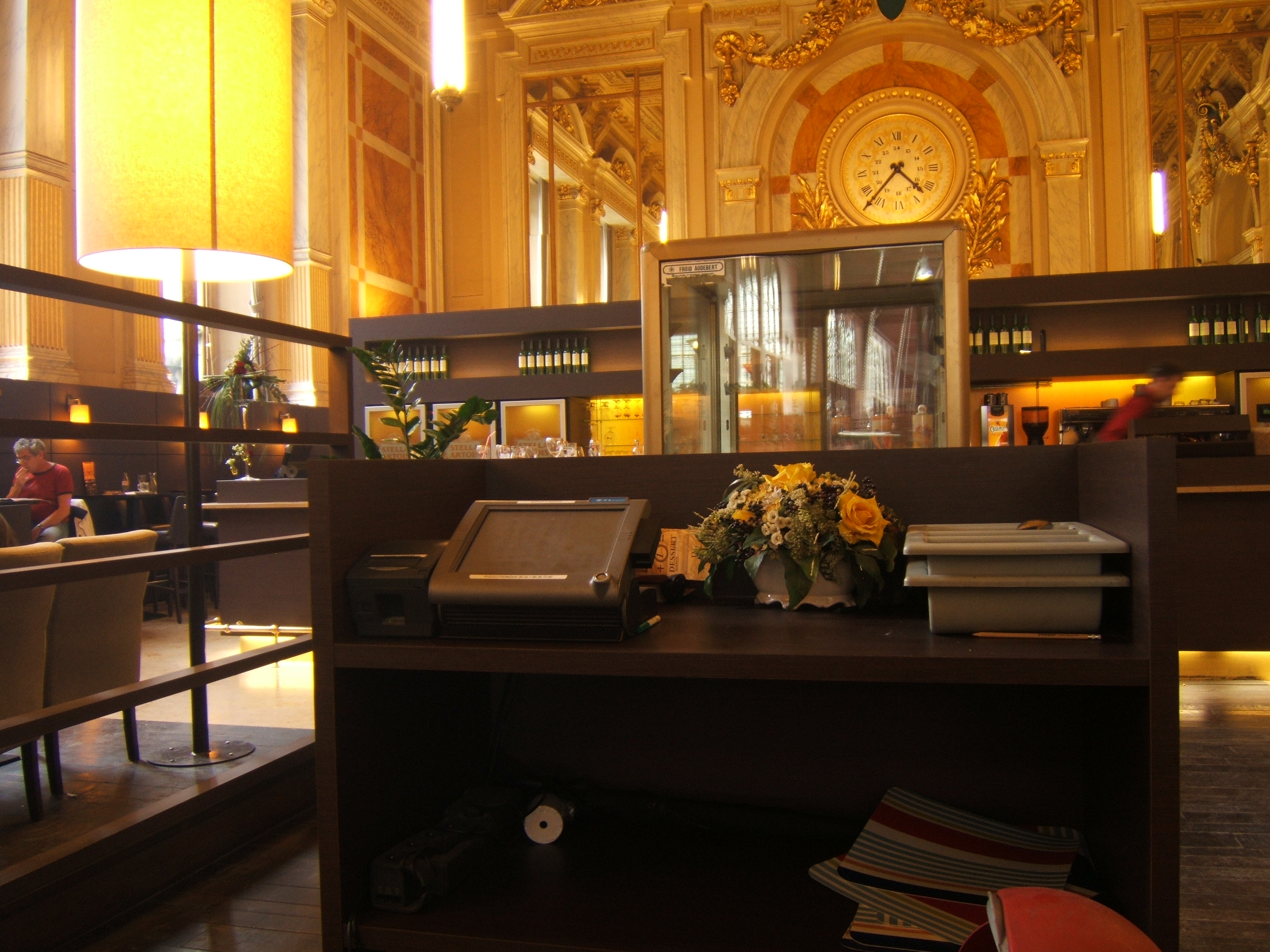
Bar în incinta superioară.